# Championnats de Grande-Bretagne de cyclisme sur piste
Les championnats de Grande-Bretagne  de cyclisme sur piste sont organisés par British Cycling.
Ils ont lieu depuis 1994 au Vélodrome de Manchester, à l'exception de l'édition 2022 qui est délocalisée au Vélodrome de Newport au Pays de Galles en raison des travaux sur celui de Manchester.

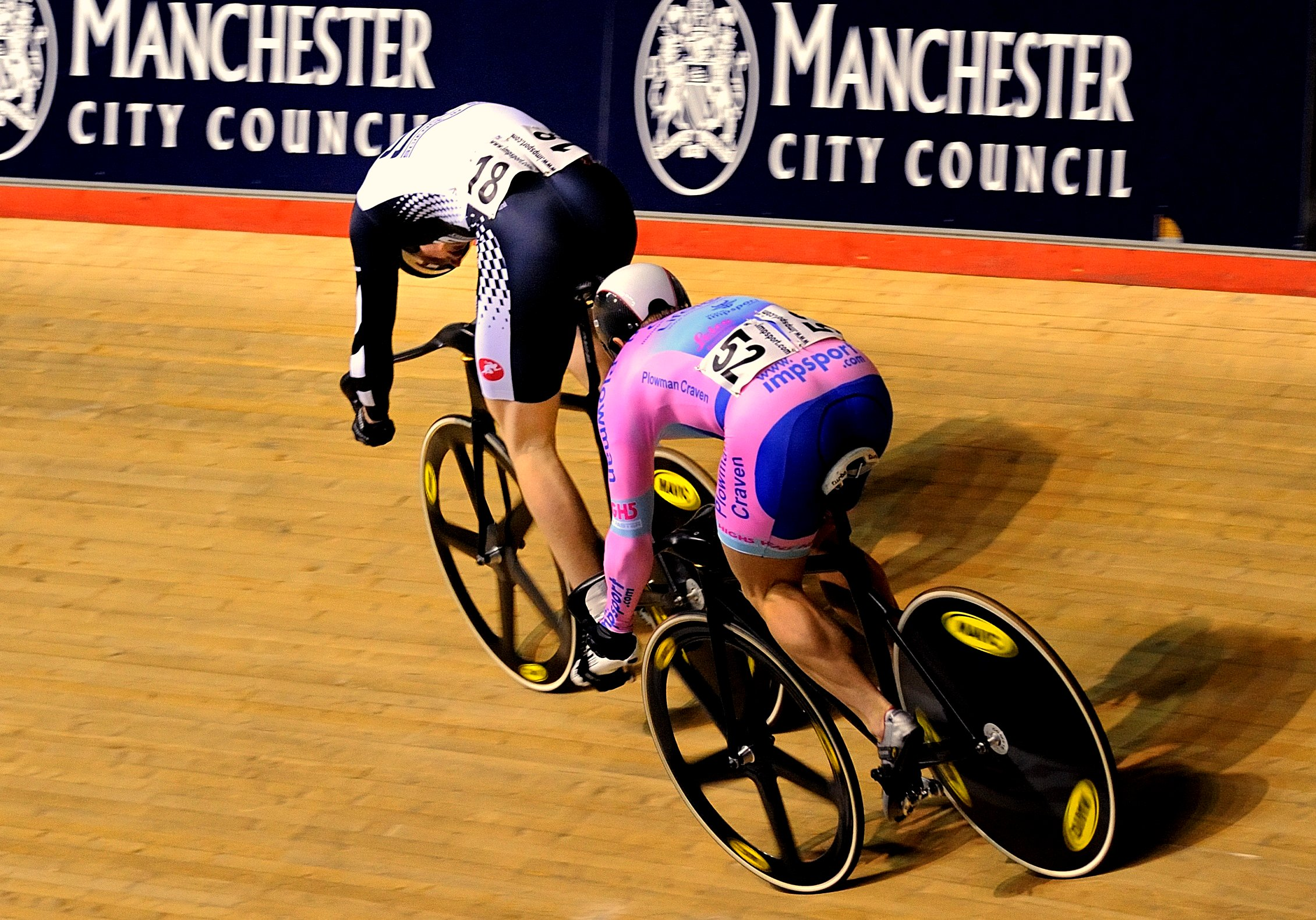
Matthew Crampton et Craig MacLean lors du championnat de Grande-Bretagne de vitesse 2008

## Palmarès masculin

### Américaine
| Année     | Vainqueur                               | Deuxième                                 | Troisième                               |
| --------- | --------------------------------------- | ---------------------------------------- | --------------------------------------- |
| 1966      | Ian Alsop (en) Tony Gowland (en)        |                                          |                                         |
| 1969      | Tony Gowland (en) Trevor Bull (en)      | Hugh Porter Dave Bonner (de)             | Albert Hitchen (en) Bill Lawrie (en)    |
| 1970      | Tony Gowland (en) Trevor Bull (en)      | Albert Hitchen (en) Bill Lawrie (en)     | Hugh Porter Gordon Johnson              |
| 1971      | Geoff Wiles (en) Dave Nie (en)          | Ray Barker Danny Horton (de)             | Trevor Bull (en) Tony Gowland (en)      |
| 1972      | Tom Moloney Murray Hall                 |                                          |                                         |
| 1973      | Ian Hallam Mick Bennett                 |                                          |                                         |
| 1974      | Pas organisé                            | Pas organisé                             | Pas organisé                            |
| 1975      | Ian Hallam Mick Bennett                 | Maurice Burton Steve Heffernan (en)      | Gary Cresswell Hugh Cameron (en)        |
| 1976      | Steve Heffernan (en) Paul Medhurst (en) | Gary Cresswell Hugh Cameron (en)         | Paul Fennell (en) Tony James (en)       |
| 1977      | Tony Doyle Glen Mitchell (en)           | Hugh Cameron (en) Gary Creswell          | David Brotherton Steve Mann             |
| 1978      | Hugh Cameron (en) Gary Creswell         | Gerry Taylor Derek Hunt                  | Shaun Fenwick Paul Robilliard           |
| 1979      | Tony Doyle Glen Mitchell (en)           | Hugh Cameron (en) Gary Creswell          | Paul Fennell (en) Tony James (en)       |
| 1980      | Tony James (en) Dave Akam (en)          | Glen Mitchell (en) Sean Yates            | Hugh Cameron (en) Gary Creswell         |
| 1981      | Paul Curran (en) Stuart Morris          | Gary Cresswell Hugh Cameron (en)         |                                         |
| 1982      | Paul Curran (en) Hugh Cameron (en)      | Tony Fantham Steve Gowar                 | Terrence Tinsley (en) Phil Rayner       |
| 1983      | Paul Curran (en) Hugh Cameron (en)      | Glen Mitchell (en) Gerry Taylor          |                                         |
| 1984      | Paul Curran (en) Hugh Cameron (en)      | Gerry Taylor Terry Taylor                | Kevin Byers Dennis Lightfoot (en)       |
| 1985      | Greg Newton Guy Rowland (en)            | Jon Walshaw (en) Martin Perrett          | Nick Barnes (en) Russell Williams (en)  |
| 1986      | Kevin Buyers Russell Williams (en)      | Rob Muzio (en) Terry Taylor              | Alastair Wood Guy Rowland (en)          |
| 1987      | Robert Coull Alastair Wood              | Paul Wain Adrian Adgar (en)              | John Clarke Peter Dickason              |
| 1988      | Robert Coull Alastair Wood              | Bruce Drew Guy Rowland (en)              | David Baker Martin Perrett              |
| 1989      | Russell Williams (en) Gary Coltman (en) |                                          |                                         |
| 1990      | Jon Walshaw (en) Gary Coltman (en)      |                                          |                                         |
| 1991      | Jon Walshaw (en) Gary Coltman (en)      | Ray Hughes Simon Lillistone (en)         | Bryan Steel Colin Sturgess              |
| 1992      | Bryan Steel Simon Lillistone (en)       | Russell Williams (en) Gary Coltman (en)  | Jon Walshaw (en) Spencer Wingrave (en)  |
| 1993      | Tony Doyle Spencer Wingrave (en)        | Jon Walshaw (en) Simon Lillistone (en)   | Hugh Cameron (en) Russell Williams (en) |
| 1994      | Bryan Steel Rob Hayles                  | Simon Lillistone (en) Paul Jennings (en) | Paul Curran (en) Chris Newton           |
| 1995      | Rob Hayles Russell Williams (en)        | Bryan Steel Spencer Wingrave (en)        | Simon Lillistone (en) Chris Newton      |
| 1996      | Bryan Steel Simon Lillistone (en)       | Rob Hayles Russell Williams (en)         | Jonny Clay Phil West                    |
| 1997      | Rob Hayles Russell Williams (en)        | Bryan Steel Jonny Clay                   | Jonathan Hargreaves James Notley        |
| 1998      | Rob Hayles Jonny Clay                   | Phil West James Notley                   | James Taylor (en) Rob Wood              |
| 1999      | Rob Hayles Bradley Wiggins              | Jonny Clay Russell Downing               | Chris Bush Dan Ellmore                  |
| 2000      | Tony Gibb James Taylor (en)             | James Notley Rob Wodd                    | Rod Ellingworth (en) Jon Nunan          |
| 2001      | Tony Gibb James Taylor (en)             | Rod Ellingworth (en) Phil West           | James Notley Rob Wodd                   |
| 2002      | James Taylor (en) Huw Pritchard (en)    | Russell Williams (en) Bryan Taylor (en)  | Ben Hallam Mark Kelly                   |
| 2003      | Russell Downing Dean Downing            | Kieran Page Huw Pritchard (en)           | Russell Anderson Kristian House         |
| 2004      | Tony Gibb James Taylor (en)             | Mark Cavendish Edward Clancy             | Matthew Brammeier Tom White             |
| 2005      | James Taylor (en) Tony Gibb             | Ben Swift Matt Rowe (en)                 | James Notley Phil West                  |
| 2006      | Tony Gibb James Taylor (en)             | Adam Blythe Matt Rowe (en)               | Peter Kennaugh Jonathan Bellis          |
| 2007      | Adam Blythe Luke Rowe                   | John McClelland Joel Stewart             | Richard Prince Ian Cooper               |
| 2008      | Peter Kennaugh Mark Cavendish           | Jonathan Bellis Andrew Fenn              | Steven Burke Alex Dowsett               |
| 2009      | Mark Christian Peter Kennaugh           | Luke Rowe Geraint Thomas                 | Andrew Fenn Alex Dowsett                |
| 2010      | Luke Rowe Mark Christian                | Daniel McLay Sam Harrison                | George Atkins Erick Rowsell             |
| 2011      | Luke Rowe Peter Kennaugh                | Tom Moses Jonathan Mould                 | Alex Dowsett Tom Murray                 |
| 2012      | Mark Christian Simon Yates              | Alex Dowsett Tom Murray                  | George Atkins Owain Doull               |
| 2013      | George Atkins Jonathan Mould            | Adam Blythe Peter Kennaugh               | Russell Downing Jonathan McEvoy         |
| 2014      | Andrew Tennant Oliver Wood              | Alex Dowsett Joe Holt                    | Gabriel Cullaigh Mark Stewart           |
| 2016      | Ethan Hayter Joe Holt                   | Matthew Bostock Matthew Walls            | Jake Stewart Fred Wright                |
| 2017      | Ethan Hayter Matthew Walls              | Joe Holt Jake Stewart                    | William Tidball Ethan Vernon            |
| 2018      | Fred Wright Matthew Walls               | Rhys Britton Ethan Vernon                | William Perrett Tom Ward                |
| 2019      | Fred Wright Rhys Britton                | Matti Dobbins Alex Haines                | Alfred George Max Rushby                |
| 2020-2021 | Pas organisé                            | Pas organisé                             | Pas organisé                            |
| 2022      | William Perrett Mark Stewart            | Jack Brough Oscar Nilsson-Julien         | Bob Donaldson Jack Rootkin-Gray         |
| 2023      | Pas organisé                            | Pas organisé                             | Pas organisé                            |
| 2024      | Frank Longstaff Tom Ward                | Alec Briggs Joe Holt                     | James Ambrose-Parish William Gilbank    |

### Course aux points
| Année | Vainqueur             | Deuxième              | Troisième             |
| ----- | --------------------- | --------------------- | --------------------- |
| 1977  | Roy Crombie           | Geoff Creswell        | Glen Mitchell (en)    |
| 1978  | Steve Mann            | Mick Davies           | Tony James (en)       |
| 1979  | Tony Doyle            | Tony James (en)       | Glen Mitchell (en)    |
| 1980  | Glen Mitchell (en)    | Tony James (en)       | Kenny Gray            |
| 1981  | Glen Mitchell (en)    | Steve Joughin (en)    | Darryl Webster (en)   |
| 1982  | Paul Curran (en)      | Darryl Webster (en)   | Des Fretwell (en)     |
| 1983  | Glen Mitchell (en)    | Paul Curran (en)      |                       |
| 1984  | Paul Curran (en)      | Kevin Byers           | Martin Webster        |
| 1985  | Paul Curran (en)      | Kevin Byers           | Phil Wilkins          |
| 1987  | Alastair Wood         | Paul Curran (en)      |                       |
| 1988  | Colin Sturgess        | Simon Lillistone (en) | Paul Curran (en)      |
| 1989  | Simon Lillistone (en) | Scott O'Brien         | Spencer Wingrave (en) |
| 1990  | Simon Lillistone (en) | Spencer Wingrave (en) | Jeff Snodin (en)      |
| 1991  | Simon Lillistone (en) | Ray Hughes            | Darryl Webster (en)   |
| 1992  | Simon Lillistone (en) | Bryan Steel           | Adrian Allen          |
| 1993  | Simon Lillistone (en) | Spencer Wingrave (en) | Richard Craven        |
| 1994  | Simon Lillistone (en) | Tony Doyle            | Anthony Stirrat (en)  |
| 1995  | Jonny Clay            | Bryan Steel           | Anthony Stirrat (en)  |
| 1996  | Rob Hayles            | Russell Williams (en) | Phil West             |
| 1997  | Rob Hayles            | Jonny Clay            | Phil West             |
| 1998  | Rob Hayles            | Jonny Clay            | James Notley          |
| 1999  | Rob Hayles            | Huw Pritchard (en)    | Christopher Ball      |
| 2000  | Tony Gibb             | Kieran Page           | Ross Muir             |
| 2001  | Rob Hayles            | James Taylor (en)     | Tony Gibb             |
| 2002  | Chris Newton          | Bryan Steel           | Russell Downing       |
| 2003  | Russell Downing       | Ben Hallam            | Dominic Hill          |
| 2004  | Chris Newton          | Kieran Page           | Dean Downing          |
| 2005  | Paul Manning          | Dean Downing          | Kieran Page           |
| 2006  | Ross Sander (en)      | Evan Oliphant         | Peter Kennaugh        |
| 2007  | Chris Newton          | Ben Swift             | Jonathan Bellis       |
| 2008  | Chris Newton          | Mark McNally          | Jonathan Mould        |
| 2009  | Chris Newton          | Andrew Tennant        | Jonathan Mould        |
| 2010  | George Atkins         | Simon Yates           | Mark Christian        |
| 2011  | Peter Kennaugh        | Jonathan Mould        | Mark Christian        |
| 2012  | George Atkins         | Owain Doull           | Zach May              |
| 2013  | Ed Clancy             | Samuel Harrison       | Jacob Ragan           |
| 2014  | Mark Stewart          | Mark Christian        | Jonathan Mould        |
| 2015  | Oliver Wood           | Mark Stewart          | Chris Latham          |
| 2017  | Joe Nally             | Ethan Hayter          | Zach May              |
| 2018  | John Archibald        | Rhys Britton          | Andy Brown            |
| 2019  | Rhys Britton          | Matthew Walls         | Kyle Gordon           |
| 2020  | Rhys Britton          | William Roberts       | William Perrett       |
| 2021  | Pas organisé          | Pas organisé          | Pas organisé          |
| 2022  | Joshua Tarling        | Oscar Nilsson-Julien  | John Archibald        |
| 2023  | William Perrett       | William Tidball       | Josh Charlton         |
| 2024  | William Perrett       | William Roberts       | Noah Hobbs            |
| 2025  | William Perrett       | Henry Hobbs           | Ben Wiggins           |

### Keirin
| Année | Vainqueur             | Deuxième              | Troisième             |
| ----- | --------------------- | --------------------- | --------------------- |
| 1983  | Terry Tinsley (en)    |                       |                       |
| 1984  | Terry Tinsley (en)    | Paul Swinnerton (en)  | Dave Le Grys (en)     |
| 1985  | Terry Tinsley (en)    |                       |                       |
| 1986  | Dennis Lightfoot (en) |                       |                       |
| 1987  | Dave Le Grys (en)     | Dave Miller (en)      | Russell Williams (en) |
| 1988  | Gary Sadler (en)      | Russell Williams (en) | Dave Miller (en)      |
| 1989  | Paul McHugh (en)      |                       |                       |
| 1990  | Russell Williams (en) | Paul McHugh (en)      | Colin Sturgess        |
| 1991  | Nick Barnes (en)      | Paul McHugh (en)      | Gary Coltman (en)     |
| 1992  | Paul McHugh (en)      | Gary Coltman (en)     | Russell Williams (en) |
| 1993  | Stewart Brydon (en)   | Paul McHugh (en)      | Rob Jefferies (en)    |
| 1994  | Paul McHugh (en)      | Peter Jacques (en)    | Marco Librizzi (en)   |
| 1995  | Steve Paulding (en)   |                       |                       |
| 1996  | Peter Jacques (en)    | Craig MacLean         |                       |
| 1997  | Peter Jacques (en)    | Rob Jefferies (en)    | Alwyn McMath (en)     |
| 1998  | Craig Percival (en)   | Robert Darley         | Richard Kennedy       |
| 1999  | Craig Percival (en)   | Neil Campbell         | Mark Whittaker        |
| 2000  | Craig MacLean         | Barney Storey (en)    | Alwyn McMath (en)     |
| 2001  | Jon Norfolk (en)      | Barney Storey (en)    | Alwyn McMath (en)     |
| 2002  | Jon Norfolk (en)      | James Taylor (en)     | Ben Elliott           |
| 2003  | Barney Storey (en)    | Matthew Haynes (en)   | Dave Heald            |
| 2004  | Ben Elliott           | Matthew Haynes (en)   | James Taylor (en)     |
| 2005  | Matthew Crampton      | Dave Heald            | Richard Kennedy       |
| 2006  | Ross Edgar            | Matthew Crampton      | Chris Hoy             |
| 2007  | Matthew Crampton      | Ross Edgar            | Chris Hoy             |
| 2008  | Matthew Crampton      | Craig MacLean         | Christian Lyte        |
| 2009  | Chris Hoy             | Jason Kenny           | Christian Lyte        |
| 2010  | Ross Edgar            | Jason Kenny           | Chris Pritchard (en)  |
| 2011  | Chris Hoy             | David Daniell         | Philip Hindes         |
| 2012  | Matthew Crampton      | Matt Rotherham (en)   | Craig MacLean         |
| 2013  | Jason Kenny           | Matthew Crampton      | Lewis Oliva           |
| 2014  | Callum Skinner        | Matthew Crampton      | Lewis Oliva           |
| 2015  | Matthew Crampton      | Lewis Oliva           | Tom Rotherham         |
| 2017  | Lewis Oliva           | Matt Rotherham (en)   | Tom Rotherham         |
| 2018  | Lewis Oliva           | Joseph Truman         | Alex Jolliffe         |
| 2019  | Jason Kenny           | Jack Carlin           | Joseph Truman         |
| 2020  | Joseph Truman         | Matthew Roper         | Niall Monks           |
| 2021  | Pas organisé          |                       |                       |
| 2022  | Jack Carlin           | Joseph Truman         | Hamish Turnbull       |
| 2023  | Hamish Turnbull       | Jack Carlin           | Niall Monks           |
| 2024  | Hayden Norris         | Niall Monks           | Harvey McNaughton     |
| 2025  | Matthew Richardson    | Peter Mitchell        | Hamish Turnbull       |

### Kilomètre
| Année       | Vainqueur                    | Deuxième             | Troisième             |
| ----------- | ---------------------------- | -------------------- | --------------------- |
| 1969        | Alf Engers                   |                      |                       |
| 1970        | Ian Hallam                   |                      |                       |
| 1971        | Mick Bennett Tony Brockhurst |                      |                       |
| 1972        | Mick Bennett                 | Dave Rowe (en)       | Steve Heffernan (en)  |
| 1973        | Ian Hallam                   | Mick Bennett         | Rik Evans (en)        |
| 1974        | Ian Hallam                   | Mick Bennett         | Willi Moore           |
| 1975        | Ian Hallam                   | Paul Medhurst (en)   | Trevor Gadd (en)      |
| 1976        | Ian Hallam                   | Trevor Gadd (en)     | Andy Coady            |
| 1977        | Trevor Gadd (en)             | Paul Fennell (en)    | Andy Coady            |
| 1978        | Trevor Gadd (en)             | Steve Cronshaw (en)  | Paul Fennell (en)     |
| 1979        | Paul Swinnerton (en)         | Terry Tinsley (en)   | Paul McGowan          |
| 1980        | Gary Sadler (en)             | Terry Tinsley (en)   | Russell Oliver        |
| 1981        | Terry Tinsley (en)           | Shaun Wallace (en)   | Brad Thurrell         |
| 1982        | Gary Sadler (en)             | Terry Tinsley (en)   | Mark Barry (en)       |
| 1983        | Shaun Wallace (en)           | Mark Barry (en)      | Gary Sadler (en)      |
| 1984        | Shaun Wallace (en)           | Mark Barry (en)      | Eddie Alexander (en)  |
| 1985        | Eddie Alexander (en)         |                      |                       |
| 1986        | Gary Coltman (en)            | Guy Rowland (en)     | R. Bryant             |
| 1987        | Eddie Alexander (en)         | Colin Sturgess       | Steve Paulding (en)   |
| 1988        | Gary Neiwand                 | Eddie Alexander (en) | Paul McHugh (en)      |
| 1989 (Am.)  | Steve Paulding (en)          | Stewart Brydon (en)  | Adrian Hawkins        |
| 1989 (Pro.) | Paul McHugh (en)             | Gary Coltman (en)    | Russell Williams (en) |
| 1990        | Steve Paulding (en)          | Adrian Hawkins       | Eddie Alexander (en)  |
| 1991        | Glen Sword (en)              | Anthony Stirrat (en) | Steve Paulding (en)   |
| 1992        | Anthony Stirrat (en)         | Steve Paulding (en)  | Stephen Whitcombe     |
| 1993        | Rob Hayles                   | Anthony Stirrat (en) | Steve Paulding (en)   |
| 1994        | Rob Hayles                   | Glen Sword (en)      | Richard Prince        |
| 1995        | Shaun Wallace (en)           | Rob Hayles           | Anthony Stirrat (en)  |
| 1996        | Shaun Wallace (en)           | Jason Queally        | Rob Hayles            |
| 1997        | Craig MacLean                | Jason Queally        | Chris Hoy             |
| 1998        | Craig MacLean                | Jason Queally        | Chris Hoy             |
| 1999        | Craig MacLean                | Chris Hoy            | Neil Campbell         |
| 2000        | Jason Queally                | Craig MacLean        | Neil Campbell         |
| 2001        | Craig MacLean                | Andy Slater (en)     | Jon Norfolk (en)      |
| 2002        | Jon Norfolk (en)             | Anton Quist          | Barney Storey (en)    |
| 2003        | Craig MacLean                | Jason Queally        | Chris Hoy             |
| 2004        | Matthew Haynes (en)          | Barney Storey (en)   | Neil Potter           |
| 2005        | Chris Hoy                    | Jon Norfolk (en)     | Matthew Crampton      |
| 2006        | Chris Hoy                    | Rob Hayles           | Jason Kenny           |
| 2007        | Jamie Staff                  | Ed Clancy            | Jason Kenny           |
| 2008        | Matthew Crampton             | Steven Burke         | David Daniell         |
| 2009        | Steven Burke                 | Ed Clancy            | David Daniell         |
| 2010        | Bruce Croall (en)            | Andrew Kelly         | Ieuan Williams        |
| 2011        | Matt Rotherham (en)          | Steven Burke         | Samuel Harrison       |
| 2012        | Kian Emadi                   | Bruce Croall (en)    | Matt Rotherham (en)   |
| 2013        | Kian Emadi                   | Ed Clancy            | Matthew Crampton      |
| 2014        | Callum Skinner               | Matthew Crampton     | Matt Rotherham (en)   |
| 2015        | Jason Kenny                  | Matthew Crampton     | Steven Burke          |
| 2017        | Daniel Bigham                | Tom Rotherham        | Jonathan Mitchell     |
| 2018        | Joseph Truman                | Callum Skinner       | Kian Emadi-Coffin     |
| 2019        | Matt Rotherham (en)          | Bede Constantinides  | Jonathan Wale         |
| 2020        | Jonathan Wale                | Daniel Bigham        | Kyle Gordon           |
| 2021        | Pas organisé                 | Pas organisé         | Pas organisé          |
| 2022        | Jonathan Wale                | Harvey McNaughton    | Steffan Lloyd         |
| 2023        | Joe Holt                     | Calum Moir           | Tom Ward              |
| 2024        | Aaron Pope                   | Niall Monks          | Henry Hobbs (en)      |

### Omnium
| Année          | Vainqueur            | Deuxième              | Troisième             |
| -------------- | -------------------- | --------------------- | --------------------- |
| 1979           | Ian Hallam           | Mick Bennett          | Steve Heffernan (en)  |
| 1980           | Ian Hallam           | Mick Bennett          | Steve Heffernan (en)  |
| 1981           | Ian Hallam           | Steve Heffernan (en)  | Tony Doyle            |
| 1982           | Ian Hallam           | Tony Doyle            | Phil Thomas           |
| 1983           | Terry Tinsley (en)   | Mick Bennett          | Phil Thomas           |
| 1984           | Glen Mitchell (en)   | Paul Swinnerton (en)  | Terry Tinsley (en)    |
| 1985           | Tony James (en)      | Nigel Dean (de)       | Ian Banbury           |
| 1986           | Glen Mitchell (en)   | Ian Fagan             | Dave Miller (en)      |
| 1987           | Dave Miller (en)     | Russell Williams (en) | Rob Muzio (en)        |
| 1988           | Jon Walshaw (en)     | Phil Thomas           | Dave Miller (en)      |
| 1989           | Gary Coltman (en)    |                       |                       |
| 1990           | Gary Coltman (en)    | Jon Walshaw (en)      | Colin Sturgess        |
| 1991           | Gary Coltman (en)    | Jon Walshaw (en)      | Russell Williams (en) |
| 1992           | Gary Coltman (en)    | Jon Walshaw (en)      | Russell Williams (en) |
| 1993           | Gary Coltman (en)    | Anthony Stirrat (en)  | Russell Williams (en) |
| 1994           | Antony Wallis        | Gary Coltman (en)     | Russell Williams (en) |
| 1995           | Rob Hayles           | Anthony Stirrat (en)  | Nicky Hall            |
| 1996           | Rob Hayles           |                       |                       |
| 1997           | Peter Jacques (en)   |                       |                       |
| 1998           | Peter Jacques (en)   |                       |                       |
| 1999           | Peter Jacques (en)   | James Taylor (en)     | Craig MacLean         |
| 2000           | James Taylor (en)    |                       |                       |
| 2001           | Bryan Taylor (en)    | James Taylor (en)     |                       |
| 2002           | James Taylor (en)    |                       |                       |
| 2003           | James Taylor (en)    | Jamie Norfolk         | Bryan Taylor (en)     |
| 2004           | Ben Elliott          | James McCallum (en)   | Mark Kelly            |
| 2005           | Mark Kelly           |                       | Anthony Stirrat (en)  |
| 2006           | Tony Gibb            |                       | Anthony Stirrat (en)  |
| 2007-2008      | Pas organisé         | Pas organisé          | Pas organisé          |
| 2009           | James McCallum (en)  | Kevin Barclay         | Matthew Haynes (en)   |
| 2010           | Alistair Rutherford  | John McClelland       | David Martin          |
| 2011           | Jon Mould            | Simon Yates           | Adam Yates            |
| 2012           | Simon Yates          | Joe Kelly             | George Atkins         |
| 2013           | Jon Mould            | Christopher Latham    | Chris Lawless         |
| 2017           | Matthew Walls        | Ethan Hayter          | Joe Holt              |
| 2018 (février) | Matthew Walls        | Harry Tanfield        | Joe Holt              |
| 2018 (octobre) | Matthew Walls        | William Perrett       | William Tidball       |
| 2019           | Ethan Hayter         | Fred Wright           | Rhys Britton          |
| 2020-2021      | Pas organisé         | Pas organisé          | Pas organisé          |
| 2022           | Oscar Nilsson-Julien | Mark Stewart          | William Tidball       |
| 2023           | Rhys Britton         | William Perrett       | Jacob Vaughan         |
| 2024           | William Roberts      | Michael Gill          | Frank Longstaff       |

### Poursuite
Amateurs
| Année | Vainqueur                              | Deuxième              | Troisième                     |  |
| ----- | -------------------------------------- | --------------------- | ----------------------------- |  |
| 1947  | Charlie Marriner                       | George Fleming        | Tommy Godwin                  |  |
| 1948  | Charlie Marriner Cyril Cartwright (en) |                       |                               |  |
| 1949  | Tommy Godwin                           | Charlie Marriner      | George Fell Jack Simpson      |  |
| 1950  | Cyril Cartwright (en)                  | Ken Mitchell          | Jack Simpson                  |  |
| 1951  | Dave Keeler                            | Donald Burgess        | Don J. Smith Jack Simpson     |  |
| 1952  | Keith Bentley                          |                       |                               |  |
| 1953  | Ken Mitchell                           | Peter Brotherton (en) | Keith Bentley Ronald Stretton |  |
| 1954  | Norman Sheil                           | Peter Brotherton (en) |                               |  |
| 1955  | Norman Sheil                           | Dave Bartram          | Colin Whittingham             |  |
| 1956  | Mike Gambrill                          | Tom Simpson           | John Geddes                   |  |
| 1957  | Mike Gambrill                          | Norman Sheil          | John Geddes                   |  |
| 1958  | Tom Simpson                            | Mike Gambrill         | Norman Sheil                  |  |
| 1959  | Norman Sheil                           | Gordon Ian (en)       | Barry Hoban                   |  |
| 1960  | Barry Hoban                            | Alf Engers            |                               |  |
| 1961  | Barry Hoban                            | Harry Jackson (en)    | Charlie McCoy (en)            |  |
| 1962  | Harry Jackson (en)                     | Charlie McCoy (en)    | Dave Bonner (de)              |  |
| 1963  | Hugh Porter                            | Harry Jackson (en)    |                               |  |
| 1964  | Hugh Porter                            | Derek Harrison (en)   |                               |  |
| 1965  | Hugh Porter                            |                       |                               |  |
| 1966  | Graham Webb                            |                       |                               |  |
| 1967  | Brendan McKeown (en)                   |                       |                               |  |
| 1968  | Brendan McKeown (en)                   | Ian Hallam            | Billy Whiteside               |  |
| 1969  | Ian Hallam                             | Billy Whiteside       |                               |  |
| 1970  | Ian Hallam                             |                       |                               |  |
| 1971  | Ian Hallam                             | Ray Ward              | Alan Lloyd                    |  |
| 1972  | Ian Hallam                             | Willi Moore           | Mick Bennett                  |  |
| 1973  | Ian Hallam                             | Willi Moore           | Mick Bennett                  |  |
| 1974  | Ian Hallam                             | Steve Heffernan (en)  | Willi Moore                   |  |
| 1977  | Tony Doyle                             | Derek Hunt            | Ian Banbury                   |  |
| 1978  | Tony Doyle                             | John Patston          | Willi Moore                   |  |
| 1980  | Sean Yates                             | Dave Akam (en)        | Shaun Wallace (en)            |  |
| 1981  | Dave Akam (en)                         | Shaun Wallace (en)    | Steve Denton                  |  |
| 1982  | Shaun Wallace (en)                     | Tony Mayer (en)       | Steve Denton                  |  |
| 1983  | Shaun Wallace (en)                     | Paul Curran (en)      |                               |  |
| 1984  | Darryl Webster (en)                    |                       | Paul Curran (en)              |  |
| 1985  | Darryl Webster (en)                    | Adrian Timmis (en)    | Rob Muzio (en)                |  |
| 1986  | Rob Muzio (en)                         | Darryl Webster (en)   | Glen Sword (en)               |  |
| 1987  | Colin Sturgess                         | Jon Walshaw (en)      | Chris Boardman                |  |
| 1988  | Colin Sturgess                         | Chris Boardman        |                               |  |
| 1989  | Chris Boardman                         | Bryan Steel           | Glen Sword (en)               |  |
| 1990  | Simon Lillistone (en)                  | Chris Boardman        |                               |  |
| 1991  | Chris Boardman                         | Simon Lillistone (en) | Bryan Steel                   |  |
| 1992  | Chris Boardman                         | Bryan Steel           | Stuart Shand                  |  |

Élites
| Année | Vainqueur            | Deuxième              | Troisième            |
| ----- | -------------------- | --------------------- | -------------------- |
| 1966  | Dave Bonner (de)     | Hugh Porter           |                      |
| 1967  | Hugh Porter          | Dave Bonner (de)      |                      |
| 1968  | Hugh Porter          | Dave Bonner (de)      | William Holmes       |
| 1969  | Hugh Porter          | Dave Bonner (de)      | William Holmes       |
| 1971  | Reg Smith            | Nigel Dean (de)       | Bob Ady (en)         |
| 1977  | Steve Heffernan (en) | Robin Croker          | Mick Bennett         |
| 1978  | Steve Heffernan (en) | Ian Banbury           | Ian Hallam           |
| 1979  | Ian Hallam           | Ian Banbury           | Steve Heffernan (en) |
| 1980  | Tony Doyle           | Ian Hallam            | Ian Banbury          |
| 1981  | Tony Doyle           | Ian Hallam            | Ian Banbury          |
| 1982  | Sean Yates           | Tony Doyle            | Ian Banbury          |
| 1983  | Sean Yates           |                       |                      |
| 1985  | Malcolm Elliott      | Ian Banbury           | Nigel Dean (de)      |
| 1986  | Tony Doyle           | Peter Sanders         | Ian Fagan            |
| 1987  | Tony Doyle           | Sean Yates            | Adrian Timmis (en)   |
| 1988  | Tony Doyle           | Jon Walshaw (en)      | Darryl Webster (en)  |
| 1989  | Colin Sturgess       | Paul Curran (en)      | Jon Walshaw (en)     |
| 1990  | Colin Sturgess       | Gary Coltman (en)     | Jon Walshaw (en)     |
| 1991  | Colin Sturgess       | Jon Walshaw (en)      | Gary Coltman (en)    |
| 1993  | Graeme Obree         | Bryan Steel           | Stuart Dangerfield   |
| 1994  | Graeme Obree         | Bryan Steel           | Stuart Dangerfield   |
| 1995  | Graeme Obree         | Bryan Steel           | Rob Hayles           |
| 1996  | Graeme Obree         | Rob Hayles            | Shaun Wallace (en)   |
| 1997  | Rob Hayles           | Bryan Steel           | Jon Clay (en)        |
| 1998  | Rob Hayles           | Matt Illingworth (en) | Jon Clay (en)        |
| 1999  | Rob Hayles           | Matt Illingworth (en) | Bradley Wiggins      |
| 2000  | Rob Hayles           | Paul Manning          | Bradley Wiggins      |
| 2001  | Paul Manning         | Rob Hayles            | Chris Newton         |
| 2002  | Michael Hutchinson   | Kristian House        | Ben Hallam           |
| 2003  | Paul Manning         | Bryan Steel           | Rob Hayles           |
| 2004  | Paul Manning         | Rob Hayles            | Kristian House       |
| 2005  | Paul Manning         | Rob Hayles            | Michael Hutchinson   |
| 2006  | David Millar         | Paul Manning          | Chris Newton         |
| 2007  | Paul Manning         | Ed Clancy             | Jonathan Bellis      |
| 2008  | Steven Burke         | Rob Hayles            | Michael Hutchinson   |
| 2009  | Geraint Thomas       | Andrew Tennant        | Ben Swift            |
| 2010  | Peter Kennaugh       | George Atkins         | Samuel Harrison      |
| 2011  | Steven Burke         | Sam Harrison          | Jon Dibben           |
| 2012  | Owain Doull          | Jon Dibben            | Douglas Dewey        |
| 2013  | Ed Clancy            | Steven Burke          | Joe Kelly            |
| 2014  | Andrew Tennant       | Steven Burke          | Jon Dibben           |
| 2015  | Andrew Tennant       | Germain Burton        | Jon Dibben           |
| 2017  | Daniel Bigham        | Charlie Tanfield      | Ethan Hayter         |
| 2018  | Harry Tanfield       | Ethan Hayter          | Andrew Tennant       |
| 2019  | John Archibald       | Daniel Bigham         | Kyle Gordon          |
| 2020  | John Archibald       | Jonathan Wale         | Daniel Bigham        |
| 2021  | Pas organisé         |                       |                      |
| 2022  | Daniel Bigham        | Charlie Tanfield      | Kyle Gordon          |
| 2023  | Charlie Tanfield     | Michael Gill          | Will Roberts         |
| 2024  | Michael Gill         | William Roberts       | Matthew Brennan      |
| 2025  | Josh Charlton        | Michael Gill          | William Perrett      |

### Poursuite par équipes
| Année | Vainqueur                                                                                       | Deuxième                                                                               | Troisième |
| ----- | ----------------------------------------------------------------------------------------------- | -------------------------------------------------------------------------------------- | --- |
| 1926  | Harry Wyld Percy Wyld Lew Wyld Ronald Wyld                                                      |                                                                                        | |
| 1927  | Harry Wyld Percy Wyld Lew Wyld Ronald Wyld                                                      |                                                                                        | |
| 1928  | Harry Wyld Percy Wyld Lew Wyld Ronald Wyld                                                      |                                                                                        | |
| 1929  | Frank Southall George Southall Charlie Hallerback Charlie Bowtle                                |                                                                                        | |
| 1930  | Frank Southall George Southall Charlie Hallerback Bill Burl (en)                                |                                                                                        | |
| 1932  | E. A. Johnson Arthur Sier J. C. Wyatt Charles Madelaine                                         | Bill Burl (en) George Southall Charlie Hallerback Arthur Bristow                       | |
| 1933  | William Harvell Ray Cleal Norman Barnes Ernie Holmwood                                          |                                                                                        | |
| 1937  | Lionel Irvin Percy Sopp Basil Talbot Les Warham                                                 | Stan Butler (en) Jim Hampshire Stan Harrison Fred Willet                               | |
| 1938  | W. C. Ashby Fleming C. T. King N. Barnes                                                        | Ivor Cox Jim Hampshire Jim Parkes Fred Willett                                         | |
| 1947  | Reg Harris Alan Geldard Cyril Cartwright (en) Alan Bannister N. W. Brown                        |                                                                                        | |
| 1949  | Tommy Godwin Frank Bell Bridgewater P. Olney                                                    |                                                                                        | |
| 1950  | Ronald Stretton Pete Smith Don Chamberlain Maurice Jeffries                                     |                                                                                        | |
| 1952  | Peter Brotherton (en) George Newberry Ron Meadwell Billy Jones                                  |                                                                                        | Peter Procter Ray Oakes Gerry Walters Bernard Rosser                                                                  |
| 1953  | Ronald Stretton Wally Happy Maurice Jeffries Pete Smith                                         | Alan Newton Alan Geldard Alan Danson (en) Don Smith                                    | |
| 1956  | Robin Buchan Don Ward Wally Happy Alan Large                                                    |                                                                                        | |
| 1958  | Norman Sheil John Geddes Billy Aeons John Plumbley                                              | Michael Gambrill Alan Jacob Alan Killick Brian Elliott                                 | |
| 1959  | Michael Gambrill Robin Gambrill Alan Jacob Alan Killick                                         |                                                                                        | |
| 1960  | Charlie McCoy (en) Joe McLean (en) David Telfer George Evans                                    |                                                                                        | |
| 1961  | Keith Butler Alan Sturgess Robin Buchan Don Ward                                                |                                                                                        | |
| 1962  | Dave Bonner Ian Jewell Paul Burgess Leo Murley                                                  |                                                                                        | |
| 1965  | Trevor Bull (en) Graham Webb Roy Cromack (en) Andy King                                         |                                                                                        | |
| 1966  | Trevor Bull (en) Graham Webb Roy Cromack (en) Barry Moss                                        |                                                                                        | |
| 1967  | Trevor Bull (en) Fred Booker (en) Roy Cox John Patston                                          |                                                                                        | |
| 1968  | Ian Alsop (en) Alf Engers Sean Bannister Alan Rochford                                          |                                                                                        | |
| 1971  | Alan Lloyd John Patston Bob Jones Dave Bond                                                     |                                                                                        | |
| 1975  | Robin Croker Steve Heffernan (en) Maurice Burton Alaric Gayfer                                  |                                                                                        | |
| 1976  | Robin Croker Steve Heffernan (en) Alaric Gayfer Brian Milner                                    | Hugh Cameron (en) Martin Stainsby Gary Cresswell Stuart Morris                         | Glen Mitchell (en) Peter Hamilton Dave Peachey Peter Malyon                                                           |
| 1977  | Ron Keeble Glen Mitchell (en) Rik Evans (en) Peter Hamilton                                     | Terry Holmes Alan Rice Dave Patten Nigel Redmile                                       | |
| 1979  | Ron Keeble Tony James (en) Glen Mitchell (en) Peter Hamilton                                    | John Herety Ian Donohue Ian Binder Mike Williams                                       | Sean Yates Steve Sefton Tim Stevens Roland O'Donnell                                                                  |
| 1980  | Gary Sadler (en) Piers Hewitt Roy Crombie Steve Denton                                          | John Herety Nigel Redmile Ian Donohue Ian Binder                                       | Dave Akam (en) Paul Dennis Steve Homewood Steve White                                                                 |
| 1981  | Hugh Cameron (en) Darryl Webster (en) Phil Rayner Greg Newton                                   |                                                                                        | |
| 1982  | Hugh Cameron (en) Darryl Webster (en) Phil Rayner Greg Newton                                   | Gary Sadler (en) Tony Mayer (en) Keith Reynolds Sandy Gilchrist                        | |
| 1989  | Chris Boardman Glen Sword (en) Scott O'Brien Tim Warriner                                       | Bryan Steel Simon Lillistone (en) Spencer Wingrave (en) Paul Penton                    | Martin Perrett Jeff Giddings Paul Carpenter Adam Wykes                                                                |
| 1991  | Chris Boardman Glen Sword (en) Scott O'Brien Tim Warriner                                       |                                                                                        | |
| 1993  | Chris Boardman Matt Illingworth (en) Paul Jennings (en) Jon Walshaw (en)                        | Rob Hayles Bryan Steel Adrian Allen Andy Forbes                                        | Tony Doyle Paul Curran (en) Spencer Wingrave (en) Matthew Charity                                                     |
| 1994  | Matt Illingworth (en) Simon Lillistone (en) Stuart Dangerfield Glen Sword (en)                  | Rob Hayles Bryan Steel Adrian Allen Christopher Ball                                   | Graeme Herd Scott McWilliam Martin Williamson Jamie Henderson                                                         |
| 1995  | Sion Jones (en) Chris Newton Paul Jennings (en) Julian Ramsbottom                               | Jamie Henderson Graeme Herd Nicky Hall Martin Williamson                               | Justin Clarke Dominic Cooper Daniel Rudd Stuart Shand                                                                 |
| 1996  | Matt Illingworth (en) Shaun Wallace (en) James Taylor (en) Chris Ball                           | Chris Hoy Craig MacLean Graeme Herd Nick Hall Martin Williamson Neil Walker            | |
| 1997  | Matt Illingworth (en) Sion Jones (en) Chris Ball Adam Dallison                                  | Chris Hoy Craig MacLean Scott McWilliam Steve Whitcome Richard Chapman Neil Walker     | |
| 1998  | Jonny Clay Rob Hayles Matt Illingworth (en) Bryan Steel                                         | Sion Jones (en) Justin Clarke Jonathan Hargreaves Robert Wood                          | Richard Chapman Neil Walker Stephen Whitcombe Nicholas Hall                                                           |
| 1999  | Russell Downing Matt Illingworth (en) Chris Newton Julian Winn                                  | Neil Campbell Dean Downing Andrew Russell Mark Whittaker                               | Nicky Hall Craig MacLean Derek Smith James Taylor (en)                                                                |
| 2000  | C. Birch Neil Campbell B. Elliott Andrew Russell                                                | Jason Benham Robert Darley Gary Lang Chris Richardson                                  | Jonathon Nunan Alex Crichter Dave Ebbrell David Lowe                                                                  |
| 2001  | Tim Buckle Steve Cummings Rod Ellingworth (en) Phil West                                        | Benedict Elliott Paul Manning James Notley Andrew Russell                              | Richard Chapman David Lowe James McCallum (en) Ross Muir                                                              |
| 2002  | VC St Raphael Benedict Elliott Phil West James Notley Andrew Russell                            | Scienceinsport.com Keith Murray Stuart Wearmouth Tim Lawson Neith Rothwell             | JF Wilson Cycles Mike Cubison Daniel Smith Richard Teare Marcus Smith                                                 |
| 2003  | VC St Raphael Paul Manning James Notley Andrew Russell Phil West                                | VC de Londres Dominic Hill John Scripps Bryan Taylor (en) Tom White                    | Dataphonics RT Bruce Edgar Ben Hallam Stuart Shawcross Mark Cavendish                                                 |
| 2004  | Team Persil A Chris Newton Paul Manning Tom White Mark Cavendish                                | Team Persil B Rob Hayles Steve Cummings Ed Clancy Matt Brammeier                       | Dataphonics RT Tom Walters Ben Swift Jon Mosley Ian Stannard                                                          |
| 2005  | Ed Clancy Mark Cavendish Steve Cummings Geraint Thomas                                          | Jonathan Bellis Alex Dowsett Russell Hampton Matthew Rowe (en)                         | Andrew Russell Jason Streather Benedict Elliott Tom Walters                                                           |
| 2006  | Ed Clancy Steve Cummings Paul Manning Chris Newton                                              | Ross Sander Ian Stannard Ben Swift Geraint Thomas                                      | Jonathan Bellis Peter Kennaugh Luke Rowe Alex Dowsett                                                                 |
| 2007  | 100% ME Russell Hampton Jonathan Bellis Andrew Tennant Steven Burke                             | Agiskoviner.com Christopher Richardson Joel Stewart Adam Duggleby (en) John McClelland | VC St Raphael Alan Peet Richard Prince Jason Streather Ian Cooper Benedict Elliott                                    |
| 2008  | Agiskoviner.com Christopher Richardson Joel Stewart Jonathan Mould John McClelland James Boyman | VC St Raphael Alan Peet Thomas Price Jason Streather Ian Cooper Benedict Elliott       | MJS Racing Martin Osman George Bate Jack Hibberd Ben Stockdale                                                        |
| 2009  | Planet X Sam Harrison Andrew Magnier (de) Ian Cooper Boyd Roberts                               | Agiskoviner Jack Kirk James Holland-Leader Jonathan Mould John McClelland              | VC St Raphael Scunthorpe Poly                                                                                         |
| 2010  | Ben Elliot Jack Green Chris Bush Barney Storey (en)                                             | Jody Cundy (en) Tim Lawson, Adam Duggleby (en) Alistair Rutherford                     | Andrew Magnier (de) Rich Hepworth Jason White Simon Wilson (en)                                                       |
| 2011  | Adam Duggleby (en) Alistair Rutherford Adam Yates Tim Lawson                                    |                                                                                        | |
| 2012  | 100% Me Owain Doull Sam Harrison Alistair Slater Simon Yates                                    | Champion System Chris Latham Chris Lawless Alistair Rutherford Jacob Ragan (en)        | Hargroves Cycles Jonathan Dibben Samuel Lowe Luc Hall Andrew Hargroves                                                |
| 2013  | Wheelbase Altura MGD Adam Duggleby (en) Tim Lawson Jacob Ragan (en) Alistair Rutherford         | Prestige VC Andrew Hastings John McClelland Alex Minting Kristian Woolf                | VC St Raphael Ben Elliott Jack Green Barney Storey (en) Alex Wise                                                     |
| 2014  | 100% Me Germain Burton Christopher Latham Chris Lawless Oliver Wood                             | NFTO Jonathan Mould Samuel Williams Adam Blythe Russell Downing Samuel Harrison        | Rigmar Racers Alistair Rutherford Philip Trodden Finlay Young Jack Barrett                                            |
| 2015  | 100%ME Germain Burton Jake Kelly Mark Stewart Oliver Wood                                       | Scottish Development Peter Anderson Tom Arnstein Philip Trodden Ruari Yeoman           | Scottish Juniors Andy Brown Tom Chandler Angus Claxton Lewis Mulholland                                               |
| 2017  | Daniel Bigham Charlie Tanfield Jacob Tipper Jonathan Wale                                       | Matthew Bostock Ethan Hayter Joe Holt Matthew Walls                                    | Scott Burns Adam Duggleby (en) Alistair Rutherford Martin Woffindin                                                   |
| 2018  | Rhys Britton Ethan Hayter Jake Stewart Matthew Walls Fred Wright                                | Jonathan Wale Jacob Tipper Charlie Tanfield Daniel Bigham                              | Tom Ward William Perrett Joseph Perkins Simon Wilson (en) Ethan Vernon Harry Tanfield John Archibald Edward O'Connell |
| 2019  | John Archibald Daniel Bigham Charlie Tanfield Jonathan Wale                                     | Rhys Britton Jim Brown William Tidball Ethan Vernon Matthew Walls Fred Wright          | Matthew Burke Daniel Coombe Oscar Mingay William Roberts Samuel Tillett                                               |
| 2020  | John Archibald Daniel Bigham William Perrett Kyle Gordon Jonathan Wale                          | Rhys Britton Alfred George Ethan Vernon Samuel Watson                                  | Sebastian Garry Michael Gill Tom Ward Oliver Hucks                                                                    |
| 2022  | Rhys Britton Joe Holt Harvey McNaughton William Roberts Joshua Tarling                          | Jack Brough Kyle Gordon William Perrett Tom Ward                                       | Alex Beldon Matthew Brennan Jed Smithson Ben Wiggins                                                                  |
| 2023  | Josh Charlton William Roberts Charlie Tanfield William Tidball                                  | Garry Sebastian Michael Gill William Perrett Tom Ward                                  | Alex Beldon Matthew Brennan Jed Smithson Ben Wiggins                                                                  |
| 2024  | Team Wales Sam Fisher William Roberts William Salter Finlay Tarling (en)                        | WKG-WardPerformanceUK Sebastian Garry Michael Gill William Perrett Tom Ward            | |

### Scratch
| Année | Vainqueur                   | Deuxième             | Troisième             |
| ----- | --------------------------- | -------------------- | --------------------- |
| 1972  | Steve Heffernan (en)        | Roy Evans            | Alan Upcraft          |
| 1973  | Mick Bennett                | Roy Evans            | Dave Rowe             |
| 1974  | Maurice Burton              | Steve Heffernan (en) | Malcolm Hill (en)     |
| 1975  | Ian Hallam                  | Robin Croker         | Gary Cresswell        |
| 1976  | Ian Hallam                  | Paul Fennell (en)    | Gary Cresswell        |
| 1977  | Ian Hallam                  | Glen Mitchell (en)   | Tony James (en)       |
| 1978  | Glen Mitchell (en)          | Tony Doyle           | Derek Hunt            |
| 1979  | Gary Cresswell              | Mick Davies          | Graeme Nisbet         |
| 1980  | Nigel Redmile               | Glen Mitchell (en)   | Sean Yates            |
| 1981  | Glen Mitchell (en)          | Paul Doel            | Gary Sadler (en)      |
| 1982  | Gary Sadler (en)            | Dave Edwards         | Dennis Lightfoot (en) |
| 1983  | Shaun Wallace (en)          | Glen Mitchell (en)   | Gary Sadler (en)      |
| 1984  | Shaun Wallace (en)          | Steve Paulding (en)  | Gary Coltman (en)     |
| 1985  | Steve Paulding (en)         | M. Barry             | Gary Coltman (en)     |
| 1986  | Steve Paulding (en)         | T. Taylor            | Russell Williams (en) |
| 1987  | Alastair Wood               | Bruce Drew           | Paul Wain             |
| 1988  | Jeff Snodin (en)            | Jonathon Munns       | Glen Sword (en)       |
| 1989  | Glen Sword (en)             | P. Wain              | I. Wright             |
| 1990  | Jeff Snodin (en)            | Guy Rowland (en)     | Neil Crosthwaite      |
| 1991  | Glen Sword (en)             | Antony Wallis        | Steve Clark           |
| 1992  | Anthony Stirrat (en)        | Steve Clark          | Jeff Snodin (en)      |
| 1993  | Chris Newton                | A. Allen             | Rod Ellingworth (en)  |
| 1994  | Anthony Stirrat (en)        | Gary Coltman (en)    | Russell Williams (en) |
| 1995  | Chris Newton                | Anthony Stirrat (en) | Bryan Steel           |
| 1996  | Shaun Wallace (en)          | Bryan Steel          | Jonathan Hargreaves   |
| 1997  | Craig MacLean               | Jonny Clay           | James Notley          |
| 1998  | Rob Wood                    | Peter Jacques (en)   | Tony Gibb             |
| 1999  | Huw Pritchard (en)          | Tony Gibb            | James Taylor (en)     |
| 2000  | Ben Elliott                 | Alwyn McMath (en)    | Tony Gibb             |
| 2001  | Tony Gibb James Taylor (en) |                      | James Notley          |
| 2002  | Russell Downing             | Mark Kelly           | James Taylor (en)     |
| 2003  | Chris Newton                | Russell Downing      | Mark Kelly            |
| 2004  | Chris Newton                | Tony Gibb            | Russell Downing       |
| 2005  | Geraint Thomas              | Mark Cavendish       | Ben Swift             |
| 2006  | Chris Newton                | Kieran Page          | Ian Stannard          |
| 2007  | Steven Burke                | Chris Newton         | Peter Kennaugh        |
| 2008  | Chris Newton                | Andrew Magnier       | Jonathan Mould        |
| 2009  | Chris Newton                | Alex Dowsett         | Mark Christian        |
| 2010  | Peter Kennaugh              | Simon Yates          | Geraint Thomas        |
| 2011  | Jonathan Mould              | Adam Duggleby (en)   | Adam Yates            |
| 2012  | Adam Duggleby (en)          | Jonathan Dibben      | Adam Yates            |
| 2013  | Samuel Harrison             | Ed Clancy            | Steven Burke          |
| 2014  | Oliver Wood                 | Zach May             | Christopher Latham    |
| 2015  | Mark Stewart                | Jon Dibben           | Chris Latham          |
| 2017  | Ethan Hayter                | Frank Longstaff      | Zach May              |
| 2018  | Oliver Wood                 | Rhys Britton         | Matthew Walls         |
| 2019  | Ethan Hayter                | Mark Stewart         | William Tidball       |
| 2020  | Rhys Britton                | Max Rushby           | Ethan Vernon          |
| 2021  | Pas organisé                | Pas organisé         | Pas organisé          |
| 2022  | William Tidball             | Oscar Nilsson-Julien | Joshua Giddings       |
| 2023  | Joe Holt                    | Matthew Brennan      | Jack Rootkin-Gray     |
| 2024  | Sam Fisher                  | Archie Fletcher      | William Roberts       |
| 2025  | Noah Hobbs                  | Sam Fisher           | William Gilbank       |

### Vitesse
Amateurs
| Année | Vainqueur            | Deuxième             | Troisième                              |
| ----- | -------------------- | -------------------- | -------------------------------------- |
| 1930  | Sydney Cozens        | Albert Theaker       | John Sibbit                            |
| 1931  | John Sibbit          | Sydney Cozens        | Dennis Horn (en)                       |
| 1932  | John Sibbit          |                      |                                        |
| 1933  | Franz Dusika         | Charles Rampelberg   | Dennis Horn (en)                       |
| 1934  | Toni Merkens         | Dennis Horn (en)     | Franz Dusika                           |
| 1935  | Toni Merkens         | Ernest Higgins (en)  | Dennis Horn (en)                       |
| 1936  | Charles Helps (en)   | Dennis Horn (en)     | Ernest Higgins (en)                    |
| 1937  | Cyril Horn (en)      | Dennis Horn (en)     | Eddie Gorton                           |
| 1938  | Dennis Horn (en)     | R. W. H. Thompson    | Bill Maxfield (en) Charles Helps (en)  |
| 1939  | Bill Maxfield (en)   | David Ricketts       | Fred Tickler                           |
| 1944  | Reg Harris           |                      |                                        |
| 1945  | Reg Harris           |                      |                                        |
| 1946  | Reg Harris           | Lew Pond             | Ken Marshall                           |
| 1947  | Reg Harris           | Ken Marshall         | Lew Pond                               |
| 1948  | Alan Bannister       | Reg Harris           | Lew Pond                               |
| 1949  | Alan Bannister       | Lew Pond             |                                        |
| 1950  | Alan Bannister       | Wilfred Waters       | Lew Pond                               |
| 1951  | Cyril Bardsley (en)  | Alan Bannister       | Lloyd Binch (en)                       |
| 1952  | Cyril Peacock        | Donald McKellow (en) | Peter Brotherton (en)                  |
| 1953  | Cyril Peacock        | Lloyd Binch (en)     | Jackie Tighe                           |
| 1954  | Cyril Peacock        | Lloyd Binch (en)     | Jackie Tighe                           |
| 1955  | Lloyd Binch (en)     | Keith Harrison (en)  | David Handley                          |
| 1956  | Lloyd Binch (en)     | David Handley        |                                        |
| 1957  | Lloyd Binch (en)     | David Handley        | Keith Harrison (en) Eric Thompson (en) |
| 1958  | Lloyd Binch (en)     | Keith Harrison (en)  | David Handley                          |
| 1959  | Lloyd Binch (en)     | Ken Lowe             |                                        |
| 1960  | Lloyd Binch (en)     | David Handley        | Karl Barton (en)                       |
| 1961  | Lloyd Binch (en)     | Don Skene (en)       | Karl Barton (en)                       |
| 1962  | Karl Barton (en)     | David Handley        | Lloyd Binch (en)                       |
| 1963  | Karl Barton (en)     | Ian Alsop (en)       | Peter Robinson                         |
| 1964  | Karl Barton (en)     | Chris Church         | Fred Booker (en) Geoff Cooke (en)      |
| 1965  | Roger Whitfield (en) | Ian Alsop (en)       | Brendan McKeown (en)                   |
| 1966  | Fred Booker (en)     | Ian Alsop (en)       | Reg Barnett (en)                       |
| 1967  | Reg Barnett (en)     | Fred Booker (en)     | Roger Whitfield (en)                   |
| 1968  | Reg Barnett (en)     | Roger Whitfield (en) | John Rhead                             |
| 1969  | Roger Whitfield (en) | Bob Bicknell         |                                        |
| 1970  | Ernie Crutchlow (en) | Jim Middlemore       | Brian Cox                              |
| 1971  | Ernie Crutchlow (en) | Pete Wright          | Geoff Cooke (en) Tony Brockhurst       |
| 1972  | Ernie Crutchlow (en) | Dave Rowe (en)       |                                        |
| 1973  | Ernie Crutchlow (en) | Geoff Cooke (en)     | Dave Watkins                           |
| 1974  | Malcolm Hill (en)    | Geoff Cooke (en)     | Dave Le Grys (en)                      |
| 1975  | Paul Medhurst (en)   | Dave Rowe (en)       | Dave Le Grys (en)                      |
| 1976  | John Tudor (en)      | Dave Le Grys (en)    | Andy Coady                             |
| 1977  | Trevor Gadd (en)     | John Tudor (en)      | Dave Le Grys (en)                      |
| 1978  | Trevor Gadd (en)     | Dave Le Grys (en)    | Steve Cronshaw (en)                    |
| 1979  | Steve Cronshaw       | Terry Tinsley (en)   | Paul Swinnerton (en)                   |
| 1980  | Terry Tinsley (en)   | Gary Sadler (en)     | Dave Le Grys (en)                      |
| 1981  | Paul Swinnerton (en) | Terry Tinsley (en)   | Piers Hewitt                           |
| 1982  | Mark Barry (en)      | Paul Swinnerton (en) | Terry Tinsley (en)                     |
| 1983  | Mark Barry (en)      | Paul Sydenham        | Paul Swinnerton (en)                   |
| 1984  | Paul McHugh (en)     | Mark Barry (en)      |                                        |
| 1985  | Paul McHugh (en)     | Eddie Alexander (en) | Mark Barry (en)                        |
| 1986  | Paul McHugh (en)     | Stewart Brydon (en)  | Dave Marsh                             |
| 1987  | Eddie Alexander (en) | Paul McHugh (en)     | Stewart Brydon (en)                    |
| 1988  | Eddie Alexander (en) | Stewart Brydon (en)  | Paul McHugh (en)                       |
| 1989  | Stewart Brydon (en)  | Eddie Alexander (en) | Steve Paulding (en)                    |
| 1990  | Stewart Brydon (en)  | Steve Paulding (en)  | Anthony Stirrat (en)                   |
| 1991  | Stewart Brydon (en)  | Eddie Alexander (en) | Steve Paulding (en)                    |
| 1992  | Stewart Brydon (en)  | Steve Paulding (en)  | Gary Hibbert (en)                      |

Élites
| Année | Vainqueur            | Deuxième              | Troisième             |
| ----- | -------------------- | --------------------- | --------------------- |
| 1966  | Norman Hill          |                       |                       |
| 1967  | Bill Painter         | Keith Butler          | Norman Hill           |
| 1968  | Trevor Bull (en)     | Tony Gowland (en)     | Tony Birkett          |
| 1969  | Reg Barnett (en)     |                       |                       |
| 1970  | Reg Barnett (en)     | Graeme Gilmore        | Geoff Wiles (en)      |
| 1971  | Gordon Johnson       | Reg Barnett (en)      | Reg Harris            |
| 1972  | Reg Barnett (en)     | Trevor Bull (en)      | Tony Gowland (en)     |
| 1973  | Reg Barnett (en)     | Trevor Bull (en)      | Geoff Wiles (en)      |
| 1974  | Reg Harris           | Trevor Bull (en)      | Nigel Dean (de)       |
| 1975  | Trevor Bull (en)     | Reg Harris            | Alan Williams (en)    |
| 1976  | Alan Williams (en)   | Trevor Bull (en)      | Keith Hanson          |
| 1977  | Mick Bennett         | Trevor Bull (en)      | Steve Heffernan (en)  |
| 1978  | Ian Hallam           | Paul Medhurst (en)    | Mick Bennett          |
| 1979  | Ian Hallam           | Dave Rowe (en)        | Ian Banbury           |
| 1980  | Ernie Crutchlow (en) | Ian Hallam            | Dave Watkins (en)     |
| 1981  | Ian Hallam           | Dave Watkins (en)     | Tony James (en)       |
| 1982  | Dave Le Grys (en)    | Andy Hayes            | John Tudor (en)       |
| 1983  | Terry Tinsley (en)   | Dave Le Grys (en)     | Andy Hayes            |
| 1984  | Terry Tinsley (en)   | Paul Swinnerton (en)  | Dave Le Grys (en)     |
| 1985  | Terry Tinsley (en)   | Dave Le Grys (en)     | Kevin Lloyd           |
| 1986  | Dave Le Grys (en)    | Dave Miller (en)      | Mark Walsham          |
| 1987  | Dave Le Grys (en)    | Russell Williams (en) | Dave Miller (en)      |
| 1988  | Gary Sadler (en)     | Gary Coltman (en)     | Russell Williams (en) |
| 1990  | Paul McHugh (en)     | Gary Coltman (en)     | Alastair Wood         |
| 1991  | Paul McHugh (en)     | Gary Coltman (en)     | Russell Williams (en) |
| 1992  | Paul McHugh (en)     | Gary Coltman (en)     | Russell Williams (en) |
| 1993  | Stewart Brydon (en)  | Gary Hibbert (en)     | Paul McHugh (en)      |
| 1994  | Stewart Brydon (en)  | Gary Hibbert (en)     | Craig Percival (en)   |
| 1995  | Steve Paulding       | Neil Potter           | Anthony Stirrat (en)  |
| 1996  | Craig Percival (en)  | Craig MacLean         | Peter Jacques (en)    |
| 1997  | Craig MacLean        | Neil Campbell         | Peter Jacques (en)    |
| 1998  | Craig MacLean        | Neil Campbell         | Chris Hoy             |
| 1999  | Craig MacLean        | Craig Percival (en)   | Neil Campbell         |
| 2000  | Craig MacLean        | Chris Hoy             | Andy Slater (en)      |
| 2001  | Craig MacLean        | Andy Slater (en)      | Alwyn McMath (en)     |
| 2002  | Andy Slater (en)     | Anton Quist           | Adam Welch            |
| 2003  | Ross Edgar           | Jamie Staff           | Barney Storey (en)    |
| 2004  | Ross Edgar           | Matthew Haynes        | Marco Librizzi (en)   |
| 2005  | Craig MacLean        | Matthew Crampton      | Marco Librizzi (en)   |
| 2006  | Craig MacLean        | Ross Edgar            | Chris Hoy             |
| 2007  | Ross Edgar           | Chris Hoy             | Matthew Crampton      |
| 2008  | Matthew Crampton     | Craig MacLean         | David Daniell         |
| 2009  | Chris Hoy            | Matthew Crampton      | Jason Kenny           |
| 2010  | Jason Kenny          | Matthew Crampton      | Chris Hoy             |
| 2011  | Chris Hoy            | David Daniell         | Jason Kenny           |
| 2012  | Callum Skinner       | Lewis Oliva           | Matthew Crampton      |
| 2013  | Jason Kenny          | Peter Mitchell        | Matthew Crampton      |
| 2014  | Callum Skinner       | Matthew Crampton      | Philip Hindes         |
| 2015  | Lewis Oliva          | Matt Rotherham (en)   | Jonathan Mitchell     |
| 2017  | Joseph Truman        | Ryan Owens            | Lewis Oliva           |
| 2018  | Jack Carlin          | Lewis Oliva           | Matt Rotherham (en)   |
| 2019  | Joseph Truman        | Jason Kenny           | Hamish Turnbull       |
| 2020  | Hamish Turnbull      | Alex Spratt           | Alistair Fielding     |
| 2021  | Pas organisé         | Pas organisé          | Pas organisé          |
| 2022  | Jack Carlin          | Joseph Truman         | Hamish Turnbull       |
| 2023  | Harry Ledingham-Horn | Jack Carlin           | Matt Rotherham (en)   |
| 2024  | Peter Mitchell       | Marcus Hiley          | Harry Ledingham-Horn  |
| 2025  | Matthew Richardson   | Peter Mitchell        | Marcus Hiley          |

### Vitesse par équipes
| Année | Vainqueur                                                                                             | Deuxième                                                                 | Troisième                                                                      |
| ----- | --- | ------------------------------------------------------------------------ | ------------------------------------------------------------------------------ |
| 1993  | City of Edinburgh RC Steve Paulding (en) Marco Librizzi (en) Anthony Stirrat (en) Stewart Brydon (en) |                                                                          |                                                                                |
| 1994  | City of Edinburgh RC Steve Paulding (en) Marco Librizzi (en) Stewart Brydon (en) Scott McWilliam      | North Wirral Velo                                                        |                                                                                |
| 1995  | City of Edinburgh RC Chris Hoy Peter Jacques (en) Steve Paulding (en)                                 | CC Lancashire Peter Boyd (en) Gary Hibbert (en) Neil Campbell            | TS Tameside Simon Churton Neil Potter Alwyn McMath (en)                        |
| 1996  | City of Edinburgh RC Chris Hoy Peter Jacques (en) Craig MacLean                                       | Harlow CC                                                                |                                                                                |
| 1997  | City of Edinburgh RC Chris Hoy Peter Jacques (en) Craig MacLean                                       | Glendene CC                                                              | CC Lancashire                                                                  |
| 1998  | City of Edinburgh RC Chris Hoy Peter Jacques (en) Craig MacLean                                       | CC Cycles Alan Crossland Alwyn McMath (en) Matthew Fairclough            | GB Racing John Taylor Alexander Sims Peter Green                               |
| 1999  | City of Edinburgh RC Peter Jacques (en) Craig MacLean James Taylor (en)                               | Andy Slater (en) Mark Whittaker David Heald                              | Brian Fudge Mark Pearce Robin Thompson                                         |
| 2000  | City of Edinburgh RC Chris Hoy Craig MacLean James Taylor (en)                                        | Andy Slater (en) Neil Campbell David Heald                               | Ross Edgar David Heaven Dave Le Grys (en)                                      |
| 2001  | City of Edinburgh RC Chris Hoy James Taylor (en) Jason Queally                                        | David Heald Anton Quist Barney Storey (en)                               | Ross Edgar Robin Thompson Christian Lyte                                       |
| 2002  | Team Athena Craig MacLean Chris Hoy Jason Queally                                                     | VC St Raphael A Anton Quist Andy Slater (en) Barney Storey (en)          | City of Edinburgh RC Matthew Haynes (en) Marco Librizzi (en) James Taylor (en) |
| 2003  | Team Athena Chris Hoy Craig MacLean Jason Queally                                                     | Dataphonics RT Ross Edgar David Le Grys (en) Robin Thompson              | City of Edinburgh RC Matthew Haynes (en) Marco Librizzi (en) James Taylor (en) |
| 2004  | VC St Raphael David Heald Barney Storey (en) Ross Edgar                                               | City of Edinburgh Marco Librizzi (en) Graeme Steen Matthew Haynes (en)   | Yasumitsu-Schlapp Jay Hollingsworth Ian Sharpe Joby Ingram-Dodd (en)           |
| 2005  | Sportcity Velo Joshua Hargreaves Matthew Crampton Jason Kenny                                         | VC St Raphael A Ben Elliott David Heald Barney Storey (en)               | City of Edinburgh RC Marco Librizzi (en) Shane Charlton Graeme Steen           |
| 2006  | Chris Hoy Craig MacLean Jason Queally                                                                 | Matthew Crampton Jamie Staff Ross Edgar                                  | Jason Kenny David Daniell Dave Le Grys (en)                                    |
| 2007  | Chris Hoy Marco Librizzi (en) Ross Edgar                                                              | Jason Kenny Christian Lyte David Daniell                                 | Jon Norfolk (en) Gwyn Carless Anthony Gill                                     |
| 2008  | Composite - GB teams David Daniell Christian Lyte Matthew Crampton                                    | City of Edinburgh RC Bruce Croall (en) Matthew Haynes (en) Kevin Stewart | Yatsumitsu Schlapp Anthony Gill Dan Woolfenden Gwyn Carless                    |
| 2009  | SKY+HD Jamie Staff Chris Hoy Ross Edgar                                                               | North West Region A Christian Lyte David Daniell Matthew Crampton        | City of Edinburgh RC Stewart Matthew Haynes (en) Bruce Croall (en)             |
| 2010  | Sky Track Cycling Chris Hoy Jason Kenny Ross Edgar Matt Crampton                                      | City of Edinburgh RC John Paul Callum Skinner Kevin Stewart              | Scienceinsport.com Jody Cunty (en) Andrew Kelly Dave Readle                    |
| 2011  | North West Region A Jason Kenny Jason Queally Chris Hoy                                               | North West Region B Ross Edgar Peter Mitchell David Daniell              | North West Region C Kian Emadi Philip Hindes Liam Phillips                     |
| 2012  | North West Region B David Daniell Peter Mitchell Lewis Oliva                                          | City of Edinburgh RC Bruce Croall (en) John Paul Callum Skinner          | North West Region A Matthew Crampton Jody Cundy (en) Craig MacLean             |
| 2013  | North West Region A Matthew Crampton Kian Emadi Jason Kenny                                           | North West Region B Philip Hindes Matt Rotherham (en) Callum Skinner     | Scotland Jonathan Biggin Bruce Croall (en) John Paul                           |
| 2014  | North West Region Philip Hindes Jason Kenny Callum Skinner                                            | Sportcity Velo Jack Payne Matt Rotherham (en) Tom Rotherham              | Performance Cycle Coaching Peter Mitchell Ryan Owens Thomas Scammell           |
| 2015  | Jason Kenny Matthew Crampton Philip Hindes                                                            | Peter Mitchell Matt Roper Tom Scammell                                   | Jack Payne Matt Rotherham (en) Tom Rotherham                                   |
| 2017  | Jack Carlin Ryan Owens Joseph Truman                                                                  | Joel Partington Matt Rotherham (en) Tom Rotherham                        | Ryan Hutchinson Alex Jolliffe Lewis Oliva                                      |
| 2018  | Jack Carlin Ryan Owens Philip Hindes Jason Kenny Matthew Teggart                                      | Arthur Taggart Tom Rotherham Matt Rotherham (en) Joel Partington         | Alex Jolliffe Lewis Stewart Hamish Turnbull                                    |
| 2019  | Jack Carlin Ryan Owens Philip Hindes Jason Kenny                                                      | Alistair Fielding Lewis Stewart Hamish Turnbull                          | Peter Mitchell Niall Monks Matthew Roper Alex Spratt                           |
| 2020  | Ryan Owens Philip Hindes Jason Kenny                                                                  | Alistair Fielding James Bunting Hamish Turnbull                          | Hayden Norris Harry Ledingham-Horn Ed Lowe                                     |
| 2021  | Pas organisé                                                                                          | Pas organisé                                                             | Pas organisé                                                                   |
| 2022  | Jack Carlin Alistair Fielding Joseph Truman Hamish Turnbull                                           | James Bunting Marcus Hiley Harry Ledingham-Horn Hayden Norris            | Luthais Arthur Niall Monks Anthony Young                                       |
| 2023  | Marcus Hiley Harry Ledingham-Horn Ed Lowe                                                             | Matthew Rotherham James Bunting Hayden Norris                            | Lyall Craig Luthias Arthur Niall Monks                                         |
| 2024  | Ed Lowe Hayden Norris Harry Ledingham-Horn                                                            | Marcus Hiley Harry Radford Joseph Truman                                 | Oliver Aloul Tom Morrissey Matthew Rotherham                                   |
| 2025  | Lyall Craig Harry Ledingham-Horn Niall Monks Matthew Richardson                                       | Marcus Hiley Ed Lowe Oliver Pettifer                                     | Alistair Fielding Hayden Norris Harry Radford Hamish Turnbull                  |

## Palmarès féminin

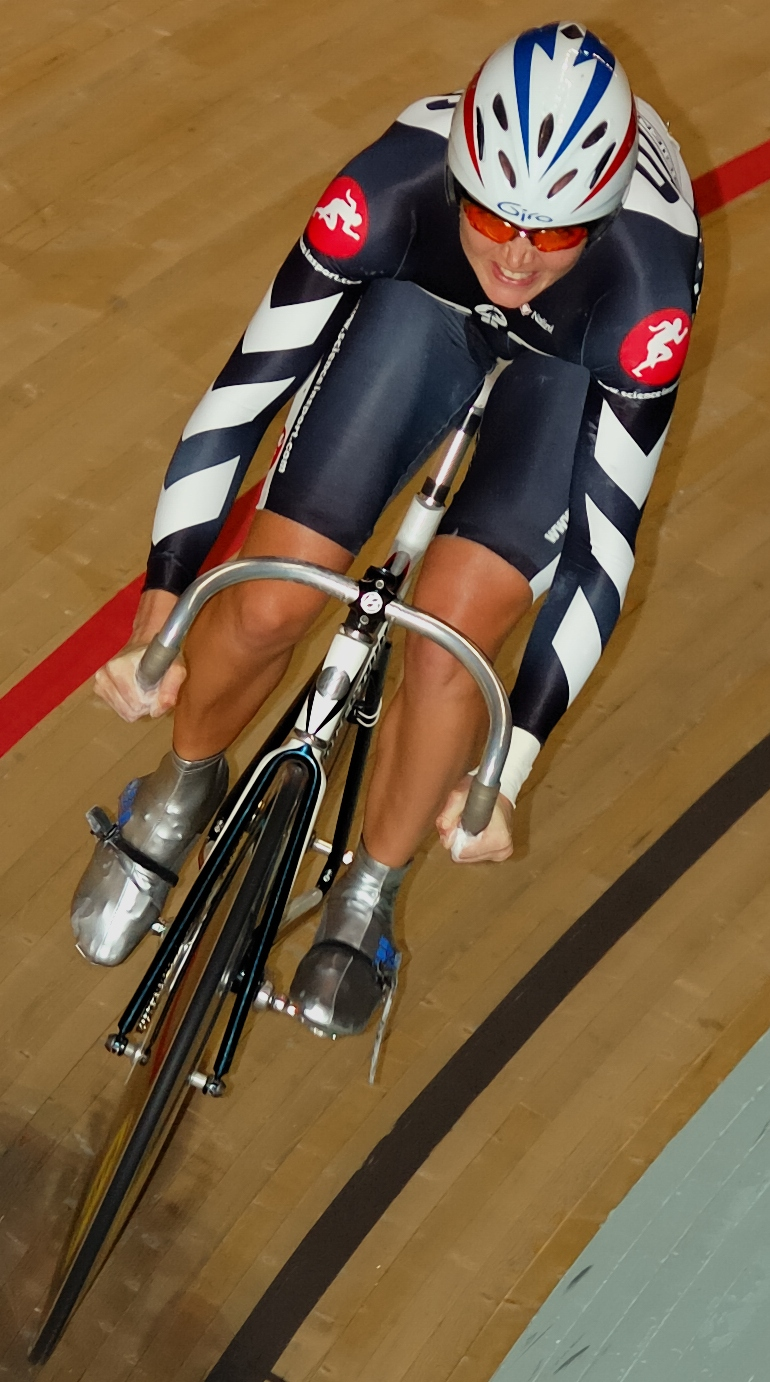
La cycliste britannique Victoria Pendleton arrive en tête du contre-la-montre de 500 m avec un temps de 34,825 secondes lors des Championnats nationaux de cyclisme sur piste du Royaume-Uni 2007.

### 500 mètres
| Année | Vainqueur            | Deuxième            | Troisième          |
| ----- | -------------------- | ------------------- | ------------------ |
| 1995  | Wendy Everson        | Megan Hughes        |                    |
| 1996  | Wendy Everson        | Megan Hughes        |                    |
| 1998  | Wendy Everson        | Julie Forrester     | Melanie Szubrycht  |
| 1999  | Julie Forrester      | Wendy Everson       | Denise Hampson     |
| 2000  | Julie Forrester      | Denise Hampson      | Wendy Everson      |
| 2001  | Julie Forrester      | Victoria Pendleton  | Denise Hampson     |
| 2002  | Victoria Pendleton   | Denise Hampson      | Emily Forde        |
| 2003  | Victoria Pendleton   | Denise Hampson      | Kate Cullen        |
| 2004  | Victoria Pendleton   | Kate Cullen         | Katrina Hair       |
| 2005  | Victoria Pendleton   | Lorna Webb          | Janet Birkmyre     |
| 2006  | Victoria Pendleton   | Anna Blyth          | Janet Birkmyre     |
| 2007  | Victoria Pendleton   | Anna Blyth          | Jessica Varnish    |
| 2008  | Anna Blyth           | Helen Scott         | Alison Chisholm    |
| 2009  | Victoria Pendleton   | Jessica Varnish     | Becky James        |
| 2010  | Victoria Pendleton   | Becky James         | Jessica Varnish    |
| 2011  | Jessica Varnish      | Becky James         | Laura Kenny        |
| 2012  | Becky James          | Victoria Williamson | Dannielle Khan     |
| 2013  | Jessica Varnish      | Victoria Williamson | Dannielle Khan     |
| 2014  | Jessica Varnish      | Victoria Williamson | Katy Marchant      |
| 2015  | Katy Marchant        | Victoria Williamson | Eleanor Richardson |
| 2017  | Dannielle Khan       | Rachel James        | Jessica Crampton   |
| 2018  | Katy Marchant        | Lauren Bate         | Jessica Crampton   |
| 2019  | Ellie Coster         | Jessica Crampton    | Lucy Grant         |
| 2020  | Lauren Bell          | Emma Finucane       | Ellie Stone        |
| 2022  | Ellie Stone          | Lauren Bell         | Emma Finucane      |
| 2023  | Emma Finucane        | Sophie Capewell     | Lauren Bell        |
| 2024  | Rhianna Parris-Smith | Milly Tanner        | Lowri Thomas       |

### Américaine
| Année | Vainqueur                          | Deuxième                        | Troisième                       |
| ----- | ---------------------------------- | ------------------------------- | ------------------------------- |
| 2009  | Alexandra Greenfield Danielle King | Corrine Hall Hannah Barnes      | Hannah Mayho Laura Kenny        |
| 2010  | Hannah Barnes Hannah Walker        | Danielle King Ella Hopkins      | Harriet Owen Laura Kenny        |
| 2011  | Lucy Garner Harriet Owen           | Hannah Barnes Hannah Walker     | Hannah Manley Amy Roberts       |
| 2012  | Lucy Garner Harriet Owen           | Emily Kay Amy Roberts           | Hannah Barnes Eileen Roe        |
| 2013  | Danielle King Laura Kenny          | Katie Archibald Charline Joiner | Hayley Jones Emily Kay          |
| 2016  | Elinor Barker Laura Kenny          | Alice Barnes Eleanor Dickinson  | Megan Barker Rebecca Raybould   |
| 2017  | Anna Docherty Pfeiffer Georgi      | Jenny Holl Jessica Roberts      | Abigail Dentus Rebecca Raybould |
| 2018  | Katie Archibald Elinor Barker      | Eleanor Dickinson Laura Kenny   | Neah Evans Emily Kay            |
| 2019  | Anna Docherty Jenny Holl           | Ella Barnwell Amelia Sharpe     | Eluned King Sophie Lewis        |
| 2022  | Neah Evans Laura Kenny             | Madelaine Leech Sophie Lewis    | Ella Barnwell Jessica Roberts   |

### Course aux points
| Année | Vainqueur            | Deuxième             | Troisième           |
| ----- | -------------------- | -------------------- | ------------------- |
| 1998  | Sally Boyden         | Melanie Szubrycht    | Michelle Ward       |
| 1999  | Sally Boyden         | Michelle Ward        | Emma Davies         |
| 2000  | Frances Newstead     | Angela Hunter        | Sally Boyden        |
| 2001  | Angela Hunter        | Rachel Heal          | Victoria Pendleton  |
| 2002  | Angela Hunter        | Sally Boyden         | Laura Bissell       |
| 2003  | Emma Davies          | Rachel Heal          | Victoria Pendleton  |
| 2004  | Emma Davies          | Kate Cullen          | Rachel Heal         |
| 2005  | Nicole Cooke         | Kate Cullen          | Nikki Harris        |
| 2006  | Kate Cullen          | Alexandra Greenfield | Katie Curtis        |
| 2007  | Kate Cullen          | Katie Curtis         | Joanna Rowsell      |
| 2008  | Alexandra Greenfield | Katie Colclough      | Ella Sadler-Andrews |
| 2009  | Lizzie Armitstead    | Hannah Mayho         | Danielle King       |
| 2010  | Corrine Hall         | Danielle King        | Anna Blyth          |
| 2011  | Lizzie Armitstead    | Laura Kenny          | Joanna Rowsell      |
| 2012  | Corrine Hall         | Charline Joiner      | Hannah Barnes       |
| 2013  | Laura Kenny          | Danielle King        | Elinor Barker       |
| 2014  | Sarah Storey         | Elinor Barker        | Laura Kenny         |
| 2015  | Laura Kenny          | Katie Archibald      | Emily Kay           |
| 2017  | Katie Archibald      | Emily Nelson         | Neah Evans          |
| 2018  | Katie Archibald      | Emily Kay            | Jessica Roberts     |
| 2019  | Katie Archibald      | Georgia Ashworth     | Megan Barker        |
| 2020  | Anna Shackley        | Jenny Holl           | Sophie Lewis        |
| 2022  | Neah Evans           | Jenny Holl           | Anna Morris         |
| 2023  | Neah Evans           | Madelaine Leech      | Sophie Lewis        |
| 2024  | Jenny Holl           | Kate Richardson      | Frankie Hall        |
| 2025  | Katie Archibald      | Dannielle Watkinson  | Cat Ferguson        |

### Keirin
| Année | Vainqueur          | Deuxième            | Troisième           |
| ----- | ------------------ | ------------------- | ------------------- |
| 2003  | Victoria Pendleton | Denise Hampson      | Wendy Everson       |
| 2004  | Joy Nixon          | Jo Tindley          | Rusine Airstone     |
| 2005  | Victoria Pendleton | Lucy Richards       | Katie Curtis        |
| 2006  | Victoria Pendleton | Anna Blyth          | Lucy Ayres          |
| 2007  | Victoria Pendleton | Anna Blyth          | Helen Scott         |
| 2008  | Victoria Pendleton | Anna Blyth          | Jess Varnish        |
| 2009  | Victoria Pendleton | Becky James         | Helen Scott         |
| 2010  | Victoria Pendleton | Jessica Varnish     | Helen Scott         |
| 2011  | Becky James        | Jessica Crampton    | Victoria Williamson |
| 2012  | Becky James        | Victoria Williamson | Charline Joiner     |
| 2013  | Jessica Varnish    | Katy Marchant       | Rachel James        |
| 2014  | Jessica Varnish    | Dannielle Khan      | Katy Marchant       |
| 2015  | Katy Marchant      | Becky James         | Jessica Varnish     |
| 2017  | Sophie Capewell    | Katie Archibald     | Neah Evans          |
| 2018  | Jessica Crampton   | Lauren Bate         | Sophie Capewell     |
| 2019  | Jessica Crampton   | Ellie Coster        | Joanna Smith        |
| 2020  | Lauren Bell        | Emma Finucane       | Ellie Coster        |
| 2022  | Ellie Stone        | Emma Finucane       | Sophie Capewell     |
| 2023  | Emma Finucane      | Katy Marchant       | Lauren Bell         |
| 2024  | Lauren Bell        | Rhian Edmunds       | Amy Cole            |
| 2025  | Lauren Bell        | Emma Finucane       | Rhian Edmunds       |

### Omnium
| Année          | Vainqueur       | Deuxième        | Troisième       |
| -------------- | --------------- | --------------- | --------------- |
| 2017           | Katie Archibald | Elinor Barker   | Emily Nelson    |
| 2018 (février) | Laura Kenny     | Jessica Roberts | Neah Evans      |
| 2018 (octobre) | Laura Kenny     | Katie Archibald | Elinor Barker   |
| 2019           | Ella Barnwell   | Anna Docherty   | Anna Morris     |
| 2022           | Sophie Lewis    | Neah Evans      | Madelaine Leech |
| 2023           | Grace Lister    | Dannielle Khan  | Lucy Nelson     |

### Poursuite
| Année | Vainqueur         | Deuxième              | Troisième           |
| ----- | ----------------- | --------------------- | ------------------- |
| 1960  | Beryl Burton      |                       |                     |
| 1961  | Beryl Burton      |                       |                     |
| 1962  |                   |                       |                     |
| 1963  | Beryl Burton      |                       |                     |
| 1964  |                   |                       |                     |
| 1965  | Beryl Burton      |                       |                     |
| 1966  | Beryl Burton      |                       |                     |
| 1967  | Beryl Burton      |                       |                     |
| 1968  | Beryl Burton      |                       |                     |
| 1969  |                   |                       |                     |
| 1970  | Beryl Burton      |                       |                     |
| 1971  | Beryl Burton      | Bernadette Swinnerton | Maggie Gordon Smith |
| 1972  | Beryl Burton      | Carol Barton          | Maggie Gordon Smith |
| 1973  | Beryl Burton      | Carol Barton          | Maggie Gordon Smith |
| 1974  | Beryl Burton      | Carol Barton          | Maggie Gordon Smith |
| 1975  | Denise Burton     | Maggie Gordon Smith   | Carol Barton        |
| 1976  |                   |                       |                     |
| 1977  | Margaret Thompson | Denise Burton         | Beryl Burton        |
| 1978  | Margaret Thompson | Brenda Atkinson       | Denise Burton       |
| 1980  | Mandy Jones       |                       |                     |
| 1981  | Mandy Jones       |                       |                     |
| 1982  | Mandy Jones       |                       |                     |
| 1985  | Theresa Dark      |                       |                     |
| 1986  | Theresa Dark      |                       |                     |
| 1989  |                   |                       |                     |
| 1990  | Sally Dawes       |                       |                     |
| 1991  | Sally Dawes       |                       |                     |
| 1992  | Sally Dawes       |                       |                     |
| 1993  |                   |                       |                     |
| 1994  | Yvonne McGregor   | Sally Dawes           | Maxine Johnson      |
| 1995  | Yvonne McGregor   | Maxine Johnson        | Vikki Filsell       |
| 1996  | Yvonne McGregor   |                       |                     |
| 1997  | Yvonne McGregor   |                       |                     |
| 1998  | Yvonne McGregor   | Michelle Ward         | Emma Davies         |
| 1999  | Yvonne McGregor   | Emma Davies           | Sally Boyden        |
| 2000  | Yvonne McGregor   | Emma Davies           | Frances Newstead    |
| 2001  | Emma Davies       | Yvonne McGregor       | Sara Symington      |
| 2002  | Emma Davies       | Angela Hunter         | Emily Forde         |
| 2003  | Emma Davies       | Frances Newstead      | Rachel Heal         |
| 2005  | Emma Davies       | Frances Newstead      | Rachel Heal         |
| 2004  | Emma Davies       | Katrina Hair          | Lorna Webb          |
| 2005  | Wendy Houvenaghel | Rachel Heal           | Katrina Hair        |
| 2006  | Rebecca Romero    | Nikki Harris          | Sarah Bailey        |
| 2007  | Wendy Houvenaghel | Rebecca Romero        | Joanna Rowsell      |
| 2008  | Sarah Storey      | Emma Kenny            | Lynn Hamel          |
| 2009  | Sarah Storey      | Hannah Mayho          | Danielle King       |
| 2010  | Wendy Houvenaghel | Sarah Storey          | Laura Kenny         |
| 2011  | Joanna Rowsell    | Laura Kenny           | Wendy Houvenaghel   |
| 2012  | Lucy Garner       | Charline Joiner       | Hannah Barnes       |
| 2013  | Laura Kenny       | Danielle King         | Katie Archibald     |
| 2014  | Katie Archibald   | Laura Kenny           | Joanna Rowsell      |
| 2015  | Laura Kenny       | Katie Archibald       | Ciara Horne         |
| 2017  | Katie Archibald   | Emily Nelson          | Neah Evans          |
| 2018  | Katie Archibald   | Emily Nelson          | Emily Kay           |
| 2019  | Katie Archibald   | Neah Evans            | Eleanor Dickinson   |
| 2020  | Josie Knight      | Anna Morris           | Megan Barker        |
| 2022  | Neah Evans        | Anna Morris           | Kate Richardson     |
| 2023  | Neah Evans        | Ella Barnwell         | Frankie Hall        |
| 2024  | Kate Richardson   | Frankie Hall          | Isabel Sharp        |
| 2025  | Anna Morris       | Isabel Sharp          | Grace Lister        |

### Poursuite par équipes
| Année | Vainqueur                                                               | Deuxième                                                                     | Troisième                                                               |
| ----- | ----------------------------------------------------------------------- | ---------------------------------------------------------------------------- | ----------------------------------------------------------------------- |
| 2010  | Sarah Storey Danielle King Alexandra Greenfield                         |                                                                              |                                                                         |
| 2011  | Sarah Storey Danielle King Joanna Rowsell                               |                                                                              |                                                                         |
| 2012  | Scot Contessa Epic Emily Kay Elinor Barker Amy Roberts                  | Node 4 Giordana Lucy Garner Corrine Hall Harriet Owen                        | Team Ibis Cycles Hannah Barnes Kayleigh Brogan Eileen Roe               |
| 2013  | Wiggle Honda Elinor Barker Danielle King Joanna Rowsell Laura Kenny     | VC St Raphael Eleanor Jones Madeline Moore Adel Tyson-Bloor Rachel Murray    |                                                                         |
| 2014  | Wiggle Honda Elinor Barker Laura Kenny Danielle King Joanna Rowsell     | Pearl Izumi Ciara Horne Anna Turvey Sarah Storey                             | VC St Raphael Jessica Hill Madeline Moore Rachel Murray Harriet Whewell |
| 2015  | Pearl Izumi Katie Archibald Ciara Horne Joanna Rowsell Sarah Storey     |                                                                              |                                                                         |
| 2017  | Eleanor Dickinson Manon Lloyd Emily Nelson Annasley Park                | Emily Tillett Jessica Roberts Pfeiffer Georgi Lauren Dolan                   | Neah Evans Dannielle Khan Katie Curtis Sarah Storey                     |
| 2018  | Abigail Dentus Jessica Roberts Rebecca Raybould Jenny Holl              | Elynor Backstedt Isabelle Ellis Lucy Nelson Ellie Russell                    | Ella Barnwell Anna Docherty Pfeiffer Georgi Amelia Sharpe               |
| 2019  | Anna Docherty Jenny Holl Rebecca Raybould Jessica Roberts Ellie Russell | Jennifer Holden Sophie Lankford Anna Morris Molly Patch April Tacey          | Ella Barnwell Eluned King Amelia Sharpe Elena Smith                     |
| 2020  | Ella Barnwell Anna Docherty Jenny Holl Josie Knight Anna Shackley       | Isabel Ellis Sophie Lankford Matilda Gurney Charlotte Mitchell               | Millie Couzens Anna Wadsworth Eva Callinan Libby Smithson               |
| 2022  | Ellen Bennett Grace Lister Holly Ramsey Isabel Sharp                    | Katie-Ann Calton Ella Jamieson Matilda McKibben Awen Roberts                 |                                                                         |
| 2023  | Jessica Roberts Ella Barnwell Maddie Leech Grace Lister                 | Sophie Lankford Beth Maciver Eilidh Shaw Evie White                          | Lowri Richards Esther Wong Lucy Glover Mari Porton                      |
| 2024  | Team Inspired Maddie Leech Grace Lister Kate Richardson Isabel Sharp    | Tofauti Everyone Active Mari Porton Erin Boothman Carys Lloyd Abigail Miller | Solas Cycling Molly Evans Millie Thomson Isla McCutcheon Kayla Dinnin   |

### Scratch
| Année | Vainqueur            | Deuxième             | Troisième           |
| ----- | -------------------- | -------------------- | ------------------- |
| 1996  | Sally Boyden         | Megan Hughes         | Michelle Ward       |
| 1997  | Michelle Ward        | Sally Boyden         | Wendy Everson       |
| 1998  | Melanie Szubrycht    | Sally Boyden         | Angela Hunter       |
| 1999  | Wendy Everson        | Sally Boyden         | Louise Jones        |
| 2000  | Julie Forrester      | Sally Boyden         | Charlotte Hopkinson |
| 2001  | Angela Hunter        | Victoria Pendleton   | Charlotte Hopkinson |
| 2002  | Angela Hunter        | Sally Boyden         | Lorna Webb          |
| 2003  | Victoria Pendleton   | Kate Cullen          | Emma Davies         |
| 2004  | Katrina Hair         | Kate Cullen          | Jaqui Marshall      |
| 2005  | Victoria Pendleton   | Rachel Heal          | Nicole Cooke        |
| 2006  | Victoria Pendleton   | Elizabeth Armitstead | Laura Bissell       |
| 2007  | Katie Cullen         | Janet Birkmyre       | Katie Curtis        |
| 2008  | Hannah Rich          | Alexandra Greenfield | Lucy Martin         |
| 2009  | Elizabeth Armitstead | Hannah Mayho         | Danielle King       |
| 2010  | Anna Blyth           | Harriet Owen         | Danielle King       |
| 2011  | Elizabeth Armitstead | Laura Kenny          | Danielle King       |
| 2012  | Janet Birkmyre       | Lisa Daly            | Kayleigh Brogan     |
| 2013  | Corrine Hall         | Laura Kenny          | Danielle King       |
| 2014  | Laura Kenny          | Emily Kay            | Danielle King       |
| 2015  | Laura Kenny          | Katie Archibald      | Manon Lloyd         |
| 2017  | Katie Archibald      | Neah Evans           | Elinor Barker       |
| 2018  | Katie Archibald      | Eleanor Dickinson    | Emily Nelson        |
| 2019  | Laura Kenny          | Elinor Barker        | Katie Archibald     |
| 2020  | Ella Barnwell        | Josie Knight         | Jenny Holl          |
| 2022  | Ella Barnwell        | Anna Morris          | Neah Evans          |
| 2023  | Jessica Roberts      | Neah Evans           | Grace Lister        |
| 2024  | Jenny Holl           | Maddie Leech         | Cat Ferguson        |
| 2025  | Anna Morris          | Katie Archibald      | Erin Boothman       |

### Vitesse
| Année | Vainqueur          | Deuxième            | Troisième           |
| ----- | ------------------ | ------------------- | ------------------- |
| 1972  | Faith Murray       |                     |                     |
| 1973  | Faith Murray       |                     | Val Rushworth       |
| 1974  | Faith Murray       |                     | Gwynneth Rixon      |
| 1975  | Faith Murray       | Gwynneth Rixon      | Jane Westbury       |
| 1976  | Faith Murray       | Gwynneth Rixon      |                     |
| 1977  | Faith Murray       |                     |                     |
| 1999  | Wendy Everson      | Denise Hampson      | Victoria Pendleton  |
| 2000  | Wendy Everson      | Denise Hampson      | Victoria Pendleton  |
| 2001  | Denise Hampson     | Victoria Pendleton  | Emily Forde         |
| 2002  | Victoria Pendleton | Denise Hampson      | Kate Cullen         |
| 2003  | Victoria Pendleton | Denise Hampson      | Kate Cullen         |
| 2004  | Victoria Pendleton | Kate Cullen         | Claire Gross        |
| 2005  | Victoria Pendleton | Lorna Webb          | Janet Birkmyre      |
| 2006  | Victoria Pendleton | Anna Blyth          | Lucy Ayres          |
| 2007  | Victoria Pendleton | Anna Blyth          | Jess Varnish        |
| 2008  | Victoria Pendleton | Anna Blyth          | Helen Scott         |
| 2009  | Victoria Pendleton | Jessica Varnish     | Becky James         |
| 2010  | Victoria Pendleton | Becky James         | Jessica Varnish     |
| 2011  | Becky James        | Jessica Varnish     | Victoria Williamson |
| 2012  | Becky James        | Victoria Williamson | Dannielle Khan      |
| 2013  | Jessica Varnish    | Victoria Williamson | Katy Marchant       |
| 2014  | Jessica Varnish    | Katy Marchant       | Victoria Williamson |
| 2015  | Katy Marchant      | Becky James         | Victoria Williamson |
| 2017  | Jessica Crampton   | Rachel James        | Sophie Capewell     |
| 2018  | Katy Marchant      | Sophie Capewell     | Katie Archibald     |
| 2019  | Sophie Capewell    | Jessica Crampton    | Katie Archibald     |
| 2020  | Lauren Bate        | Millicent Tanner    | Lauren Bell         |
| 2022  | Rhian Edmunds      | Sophie Capewell     | Emma Finucane       |
| 2023  | Emma Finucane      | Sophie Capewell     | Lauren Bell         |
| 2024  | Lauren Bell        | Rhian Edmunds       | Georgette Rand      |
| 2025  | Lauren Bell        | Rhian Edmunds       | Georgette Rand      |

### Vitesse par équipes
| Année | Vainqueur                                                     | Deuxième                                             | Troisième                                               |
| ----- | ------------------------------------------------------------- | ---------------------------------------------------- | ------------------------------------------------------- |
| 2008  | Composite - GB teams Anna Blyth Victoria Pendleton            | Halesowen A CC Helen Scott Jess Varnish              | City of Edinburgh RC Charline Joiner Jennifer Davis     |
| 2009  | Halesowen A CC Helen Scott Jess Varnish                       | City of Edinburgh RC Jenny Davis Charline Joiner     | XRT-www.elmycycles.co.uk Janet Birkmyre Cassie Gledhill |
| 2010  | Jess Varnish (Halesowen A CC) Becky James (North West Region) | City of Edinburgh RC "A" Jenny Davis Charline Joiner | City of Edinburgh RC Emma Baird Kayleigh Brogan         |
| 2011  | North West Region Victoria Pendleton Jess Varnish             | City of Edinburgh RC Kayleigh Brogan Jenny Davis     | XRT Elmy Cycles Janet Birkmyre Cassie Gledhill          |
| 2012  | Abergavenny RC Rachel James Becky James                       | Edinburgh RC Eleanor Richardson Lauryn Therin        | Sport City Velo Megan Boyd Jessica Crampton             |
| 2013  | West Midlands Region Dannielle Khan Jess Varnish              | Eastern Region Katy Marchant Victoria Williamson     | Wales Ellie Coster Rachel James                         |
| 2014  | West Midlands Region Dannielle Khan Jessica Varnish           | North West Region Katy Marchant Victoria Williamson  | North West Region Rachel James Helen Scott              |
| 2015  | Katy Marchant Jessica Varnish                                 | Shanaze Reade Victoria Williamson                    | Eleanor Richardson Helen Scott                          |
| 2017  | Lauren Bate Sophie Capewell                                   | Emma Baird Lucy Grant                                | Georgia Hillear Esme Niblett                            |
| 2018  | Lauren Bate Georgia Hilleard                                  | Lusia Steele Lucy Grant                              | Blaine Ridge-Davis Sophie Capewell                      |
| 2019  | Shanaze Reade Blaine Ridge-Davis                              | Sophie Capewell Millicent Tanner                     | Victoria Barnes Lusia Steele                            |
| 2020  | Millicent Tanner Blaine Ridge-Davis                           | Lusia Steele Lucy Grant                              | Emma Finucane Jade Hopkins                              |
| 2022  | Rhian Edmunds Emma Finucane Lowri Thomas                      | Sophie Capewell Millicent Tanner Blaine Ridge-Davis  | Lauren Bell Iona Moir Lusia Steele Ellie Stone          |
| 2023  | Millicent Tanner Emma Finucane Katy Marchant                  | Sophie Capewell Lowri Thomas Blaine Ridge-Davis      | Lauren Bell Iona Moir Ellie Stone                       |
| 2024  | Georgette Rand Milly Tanner Sophie Capewell                   | Rhian Edmunds Iona Moir Rhianna Parris-Smith         | Lucy Grant Kirsty Johnson Christina Smith               |
| 2025  | Lauren Bell Rhian Edmunds Lowri Thomas                        | Iona Moir Rhianna Parris-Smith Georgette Rand        | Amy Cole Bronwen Howard-Rees Eve James Evelyn Tedaldi   |

## Palmarès masculin (juniors)

### Américaine
| Année | Vainqueur                    | Deuxième                               | Troisième                   |
| ----- | ---------------------------- | -------------------------------------- | --------------------------- |
| 2009  | George Atkins Dan McLay      | Jon Mould Chris Whorall                | Adam Yates Simon Yates      |
| 2010  | Adam Yates Simon Yates       | Owain Doull Joshua Papworth            | Andrew Hargroves Dan McLay  |
| 2011  | Jon Dibben Owain Doull       | Chris Latham Joshua Papworth           | Samuel Lowe Alistair Slater |
| 2012  | Jon Dibben Samuel Lowe       | Tao Geoghegan Hart Oliver Wood         | Jake Kelly Jacob Scott      |
| 2013  | Jacob Ragan (en) Oliver Wood | Tristan Robbins (en) James Shaw        | Tom Arnstein Mark Stewart   |
| 2014  | Pas organisé                 | Pas organisé                           | Pas organisé                |
| 2015  | Ethan Hayter Fred Wright     | Joe Holt William Roberts               | Matthew Walls Reece Wood    |
| 2016  | Rhys Britton Jake Stewart    | Matthew Walls Reece Wood               | Ethan Hayter Fred Wright    |
| 2017  | Rhys Britton Jake Stewart    | Jacob Vaughan Fred Wright              | Joe Nally William Tidball   |
| 2018  | William Tidball Ethan Vernon | Lewis Askey Alfie George               | Oliver Rees Samuel Watson   |
| 2019  | Lewis Askey Alfie George     | Oscar Nilsson-Julien Jack Rootkin-Gray | Max Rushby Samuel Watson    |
| 2021  | Joshua Giddings Jack Brough  | Josh Charlton Joshua Tarling           | Ross Birrell Daniel Kain    |

### Course aux points
| Année | Vainqueur             | Deuxième             | Troisième             |
| ----- | --------------------- | -------------------- | --------------------- |
| 1977  | Shaun Fenwick         | Ian Fagan            | Russell Williams (en) |
| 1978  | Paul Wright           | Steve Woods          | Russell Williams (en) |
| 1979  | Kenny Gray            | Darryl Webster (en)  | Steve Woods           |
| 1980  | Glenn Taylor          | Barry Smallworth     | Richard Stevely       |
| 1981  | Guy Rowland (en)      | Adrian Timmis (en)   | Keith Reynolds        |
| 1982  | Phil Rayner           | Lee Rowe             | Tom Annable           |
| 1983  | Robert Coull          | Bernie Burns         | Nick Noble            |
| 1984  | Alastair Wood         | Will Mansfield       | Jon Walshaw (en)      |
| 1987  | Simon Lillistone (en) |                      |                       |
| 1992  | Richard Bruce         | Andrew Mummery       | Steve Kennedy         |
| 1993  | Andrew Mummery        |                      |                       |
| 1994  | James Taylor (en)     | Andrew Mummery       |                       |
| 1995  | Phil West             |                      |                       |
| 1997  | Bradley Wiggins       | Steve Cummings       | Oliver Sutcliffe      |
| 1998  | Bradley Wiggins       | Mark Kelly           | Ben Hallam            |
| 1999  | Richard Teare         | Craig Sellen         | David Heaven          |
| 2000  | Richard Teare         | Kristian Story       | Henry Cole            |
| 2001  | Tom White             | Mark Cavendish       | Adam Duggleby (en)    |
| 2003  | Ed Clancy             | Geraint Thomas       | Andrew Hill           |
| 2004  | Ben Swift             | Ross Sander          | Andrew Hill           |
| 2005  | Ian Stannard          | Russell Hampton (de) | Steven Burke          |
| 2006  | Peter Kennaugh        | Adam Blythe          | Russell Hampton (de)  |
| 2007  | Peter Kennaugh        | Michael Webb         | Adam Blythe           |
| 2008  | Mark Christian        | Jon Mould            | Erick Rowsell         |
| 2009  | Dan McLay             | George Atkins        | Jon Mould             |
| 2010  | Owain Doull           | Simon Yates          | Declan Byrne          |
| 2011  | Owain Doull           | Tao Geoghegan Hart   | Jon Dibben            |
| 2012  | Chris Latham          | Samuel Lowe          | Tristan Robbins (en)  |
| 2013  | Chris Lawless         | Gabriel Cullaigh     | Joe Evans             |
| 2014  | Tristan Robbins (en)  | Matthew Gibson       | Joe Evans             |
| 2015  | Matthew Walls         | Tom England          | Andy Brown            |
| 2016  | Matthew Walls         | Jake Stewart         | Rhys Britton          |
| 2017  | Ethan Vernon          | Fred Wright          | Matthew Shaw          |

### Keirin
| Année | Vainqueur           | Deuxième           | Troisième        |
| ----- | ------------------- | ------------------ | ---------------- |
| 2004  | Jak Kenton-Sraggan  | Tom Smith          | Joe Liversidge   |
| 2005  | Jason Kenny         | Michael Partridge  | Kyle Tilley      |
| 2006  | Peter Kennaugh      | David Daniell      | Christian Lyte   |
| 2007  | Christian Lyte      | David Daniell      | Steven Hill      |
| 2008  | Steven Hill         | Kevin Stewart      | Peter Mitchell   |
| 2009  | Lewis Oliva         | Kian Emadi         | Kevin Stewart    |
| 2010  | Kian Emadi          | Lewis Oliva        | Thomas Gregory   |
| 2011  | Matt Rotherham (en) | John Paul          | Thomas Baker     |
| 2012  | Matt Rotherham (en) | Jack Hoyle         | Cameron Howard   |
| 2013  | Thomas Scammell     | Leon Gledhill      | Ryan Owens       |
| 2014  | Joseph Truman       | Max Nethell        | Thomas Rotherham |
| 2015  | Joseph Truman       | Thomas Rotherham   | Alex Jolliffe    |
| 2016  | Alex Jolliffe       | Cameron Thomson    | Hamish Turnbull  |
| 2017  | Lewis Stewart       | Christopher Heaton | Hamish Turnbull  |

### Kilomètre
| Année | Vainqueur             | Deuxième              | Troisième         |
| ----- | --------------------- | --------------------- | ----------------- |
| 1977  | Brad Thurrell         | Russell Williams (en) | Kevin Reilly      |
| 1978  | Brad Thurrell         | Gary Sadler (en)      | Paul Curran (en)  |
| 1979  | Shaun Wallace (en)    | Gary Sadler (en)      |                   |
| 1980  | Dennis Lightfoot (en) | Glenn Taylor          | Piers Hewitt      |
| 1981  | Mark Barry            | Kevin Richards        | Rob Kennison      |
| 1982  | Richard Grace         | Chris Pyatt           | Ian Thompson      |
| 1983  | Chris Lillywhite (en) | Robert Coull          | Mark Beevers      |
| 1984  | Jon Walshaw (en)      | Kevin Niblett         | Chris Sherwood    |
| 1993  | Richard Prince        | Andrew Mummery        | James Taylor (en) |
| 1994  | Andrew Mummery        | James Taylor (en)     | David George      |
| 1998  | Bradley Wiggins       | Ben Hallam            | G. Wiseman        |
| 1999  | D. Heald              | David Heaven          | Ben Hallam        |
| 2000  | Ross Edgar            | Kieran Page           | David Heaven      |
| 2001  | Ross Edgar            | Matthew Haynes (en)   | Kieran Page       |
| 2003  | Mark Cavendish        | Matthew Crampton      | Geraint Thomas    |
| 2004  | Matthew Crampton      | Ross Sander           | Tom Smith         |
| 2005  | Steven Burke          | Shane Charlton        | Jason Kenny       |
| 2006  | Peter Kennaugh        | Christian Lyte        | David Daniell     |
| 2007  | David Daniell         | Christian Lyte        | Steven Hill       |
| 2008  | Steven Hill           | Peter Mitchell        | Andrew Fenn       |
| 2009  | Kian Emadi            | Daniel McLay          | George Atkins     |
| 2010  | Kian Emadi            | Callum Skinner        | Lewis Oliva       |
| 2011  | Matt Rotherham (en)   | Chris Latham          | Jack Cracknell    |
| 2012  | Tom Arnstein          | Sassan Emadi          | Andrew Leveton    |
| 2013  | Matthew Gibson        | Leon Gledhill         | Tom Arnstein      |
| 2014  | Joe Holt              | Matthew Gibson        | Joseph Truman     |
| 2015  | Joseph Truman         | Thomas Rotherham      | Joe Holt          |
| 2016  | Rhys Britton          | Jake Stewart          | Hamish Turnbull   |
| 2017  | Ethan Vernon          | Rhys Britton          | Harvey McNaughton |

### Poursuite
| Année | Vainqueur             | Deuxième              | Troisième             |
| ----- | --------------------- | --------------------- | --------------------- |
| 1972  | Stuart Morris         |                       |                       |
| 1973  | Dave Penketh          | Anthony Peachey       | Alaric Gayfer         |
| 1974  | Ian Banbury           | Mike Williams         | Terry Tinsley (en)    |
| 1975  | Ian Banbury           | Richard Smith         |                       |
| 1976  | Derek Hunt            | Ian Leckenby          | Alistair Fuller       |
| 1977  | Dave Akam (en)        | Shaun Fenwick         | Ian Fagan             |
| 1978  | Tony Mayer (en)       | Paul Curran (en)      | Gordon Wooldridge     |
| 1979  | Tony Mayer (en)       | Darryl Webster (en)   | Shaun Wallace (en)    |
| 1980  | Glenn Taylor          | Dennis Lightfoot (en) | Barry Smallworth      |
| 1981  | Adrian Timmis (en)    | Greg Newton           | Phil Rayner           |
| 1982  | Phil Rayner           | Rob Muzio (en)        | Ian Thompson          |
| 1983  | Robert Coull          | Simon Cope (en)       | Chris Lillywhite (en) |
| 1984  | Jon Walshaw (en)      | Alex Webster          | Will Mansfield        |
| 1987  | Simon Lillistone (en) | Bryan Steel           | Roger Ward            |
| 1993  | Richard Prince        | Andrew Russell        | Andrew Mummery        |
| 1994  | David George          | Andrew Mummery        | Lee Garner            |
| 1998  | Bradley Wiggins       | Mark Kelly            | S. Collins            |
| 1999  | Ben Hallam            | Rhys Gruffydd         | Craig Sellen          |
| 2000  | Kieran Page           | Ben Hallam            | Craig Sellen          |
| 2001  | Kieran Page           | Russell Anderson      | Adam Duggleby (en)    |
| 2003  | Ed Clancy             | Geraint Thomas        | Matt Brammeier        |
| 2004  | Ross Sander           | Ian Stannard          | Tom Smith             |
| 2005  | Andy Tennant          | Ian Stannard          | Ben Swift             |
| 2006  | Peter Kennaugh        | David Daniell         | Christian Lyte        |
| 2007  | Steven Burke          | Jonathan Bellis       | Peter Kennaugh        |
| 2008  | Mark Christian        | Andrew Fenn           | Erick Rowsell         |
| 2009  | George Atkins         | Tim Kennaugh          | Dan McLay             |
| 2010  | Sam Harrison          | Dan McLay             | Owain Doull           |
| 2011  | Jon Dibben            | Owain Doull           | Robert Lambton        |
| 2012  | Chris Latham          | Jacob Ragan (en)      | Kristian Woolf        |
| 2013  | Matthew Gibson        | Tao Geoghegan Hart    | Jacob Ragan (en)      |
| 2014  | Matthew Gibson        | Joe Holt              | Matthew Bostock       |
| 2015  | Ethan Hayter          | Reece Wood            | Angus Claxton         |
| 2016  | Ethan Hayter          | Reece Wood            | Rhys Britton          |
| 2017  | Ethan Vernon          | Fred Wright           | Rhys Britton          |

### Scratch
| Année | Vainqueur           | Deuxième          | Troisième       |
| ----- | ------------------- | ----------------- | --------------- |
| 1995  | Paul Sheppard (en)  |                   |                 |
| 1998  | Bradley Wiggins     | Mark Kelly        | Ben Hallam      |
| 1999  | Kieran Page         | J. Bell           | Daryl Omerod    |
| 2000  | Kristian Story      | Richard Teare     | Jon Pettit      |
| 2001  | Matthew Haynes (en) | Duncan Hallam     | Mark Cavendish  |
| 2003  | Bruce Edgar         | Mark Cavendish    | Geraint Thomas  |
| 2004  | Andrew Hill         | Ian Stannard      | Ross Sander     |
| 2005  | Ben Swift           | Adam Blythe       | Steven Burke    |
| 2006  | Adam Blythe         | Matthew Rowe (en) | Jonathan Bellis |
| 2007  | Christian Lyte      | Adam Blythe       | Peter Kennaugh  |
| 2008  | Dan McLay           | Jon Mould         | George Atkins   |
| 2009  | Jon Mould           | George Atkins     | Dan McLay       |
| 2010  | Dan McLay           | Simon Yates       | Sam Harrison    |
| 2011  | Robert Lambton      | Owain Doull       | Jon Dibben      |
| 2012  | Jacob Ragan (en)    | Zach May          | Chris Latham    |
| 2013  | Luc Hall            | Oliver Wood       | Chris Lawless   |
| 2014  | Gabriel Cullaigh    | Joe Holt          | Joel Partington |
| 2015  | Reece Wood          | Ethan Hayter      | Joseph Fry      |
| 2016  | Matthew Walls       | Rhys Britton      | Reece Wood      |
| 2017  | Tom Pidcock         | Jake Stewart      | Ethan Vernon    |

### Vitesse
| Année | Vainqueur         | Deuxième            | Troisième             |  |
| ----- | ----------------- | ------------------- | --------------------- |  |
| 1954  | Karl Barton (en)  |                     |                       |  |
| 1956  | Brian Wiles       |                     |                       |  |
| 1959  | Brian Tadman      | Ian Alsop (en)      |                       |  |
| 1963  | Dave Burwood      | Geoff Smith         | Dave Watkins (en)     |  |
| 1966  | Andy King         |                     | Graham Rees           |  |
| 1967  | Ian Roberts       | Graham Rees         |                       |  |
| 1969  | Geoff Lazell      |                     |                       |  |
| 1971  | Geoff Lazell      |                     |                       |  |
| 1973  | Maurice Burton    | Nick Poole          | Brian Ellis           |  |
| 1974  | Paul Fennell (en) | Terry Kinsley (en)  | Nick Poole            |  |
| 1976  | Neil Dykes        | Ian Leckenby        | Jim Langmead          |  |
| 1977  | Jim Langmead      | Ian Donohue         | Gareth Morgan         |  |
| 1978  | Alex Robertson    | Peter McGowan       | Russell Williams (en) |  |
| 1979  | Alex Robertson    | Gary Sadler (en)    | Piers Hewitt          |  |
| 1980  | Piers Hewitt      | David Mayes         | Martin Lucas          |  |
| 1981  | Mark Barry        | Paul Harvey         | David Mayes           |  |
| 1982  | Lee Rowe          | Chris Pyatt         | Eddie Alexander (en)  |  |
| 1983  | Simon Barber      | Mark Humphries      | Tom Glen              |  |
| 1984  | Paul McHugh (en)  | Mark Beevers        | Mark Humphries        |  |
| 1999  | James Taylor (en) | David Heald         | Patrick Chilton       |  |
| 2000  | Jon Pettit        | Nathan Harman       | Ross Edgar            |  |
| 2001  | Ross Edgar        | Matthew Haynes (en) | Tom White             |  |
| 2003  | Matthew Crampton  | Mark Cavendish      | Jak Kenton-Spraggen   |  |
| 2004  | Matthew Crampton  | Jak Kenton-Spraggen | Jason Kenny           |  |
| 2005  | Jason Kenny       | Steve Harrison      | James Griffin         |  |
| 2006  | Jason Kenny       | David Daniell       | Christian Lyte        |  |
| 2007  | David Daniell     | Peter Mitchell      | Christian Lyte        |  |
| 2008  | Steven Hill       | Luc Jones (en)      | Peter Mitchell        |  |
| 2009  | Kian Emadi        | John Paul           | Kevin Stewart         |  |
| 2010  | John Paul         | Kian Emadi          | Lewis Oliva           |  |
| 2011  | John Paul         | Matt Rotherham (en) | Thomas Baker          |  |
| 2012  | Sean Mayer        | Andrew Leveton      | Sassan Emadi          |  |
| 2013  | Thomas Scammell   | Max Nethell         | Leon Gledhill         |  |
| 2014  | Joseph Truman     | Jack Carlin         | Jack Payne            |  |
| 2015  | Joseph Truman     | Jack Carlin         | Alex Jolliffe         |  |
| 2016  | Alex Jolliffe     | Hamish Turnbull     | Lewis Stewart         |  |
| 2017  | Hamish Turnbull   | Lewis Stewart       | Caleb Hill            |  |

## Sources
- (en) Britishcycling.org
- Siteducyclisme.net